# Armoriale delle famiglie italiane (Gab-Gal)
Questo è l'armoriale delle famiglie italiane il cui cognome inizia con le lettere che vanno da Gab a Gal.

## Armi

### Gab
| Stemma | Casato e blasonatura |
| ------ | --- |
|        | Gabadei (Firenze) Di…, al capro saliente di… (citato in (15)) |
|        | Gabaleone (Chieri) Titolo: conti di Andezeno, Baldichieri, Salmour D'azzurro, al leone d'oro, con il capo d'argento, carico di un gallo di rosso, accompagnato ai fianchi, per concessione, di una rosa di rosso, a destra, e a sinistra da un fiore di cardo, verde alias Partito, di Gabaleone e di Wackerbarth, che è inquartato d'argento e di rosso Motto: Vigilantia sufficientia fidelitas (citato in (18)) |
|        | Gabardi troncato: a) d'azzurro alla torre circolare al naturale aperta e finestrata di nero, merlata alla ghibellina di due pezzi, dalle cui finestre e tra i merli escono fiamme al naturale; b) sbarrato d'argento e di verde (citato in (4) – Vol. III pag. 297) |
|        | Gabardi (Firenze, Rovellasca) partito: il 1º troncato: a) d'azzurro alla torre circolare al naturale aperta e finestrata di nero, merlata alla ghibellina di due pezzi, dalle cui finestre e tra i merli escono fiamme al naturale; b) sbarrato d'argento e di verde (Gabardi); il 2º d'azzurro alla fascia accompagnata in capo da una stella (6) ed in punta da un sole nascente, il tutto d'oro (Comparini) (citato in (4) – Vol. III pag. 297) torre rotonda uscente dalla partizione aperta e finestrata di nero merlata di 2 pezzi alla ghibellina dalle cui finestre porta e merli escono fiamme di rosso su azzurro - sbarrato di argento e di verde - fascia di oro su azzurro - stella (6 raggi) di oro in alto su azzurro - sole nascente dalla punta di oro su azzurro (citato in LEOM) Motto: Non opus sed animum |
|        | Gabbiani (Firenze) Di..., a due stelle a otto punte ordinate in fascia di…, accompagnate in capo da un nido di…, e in punta da un monte di tre cime di... (citato in (15)) |
|        | Gabbrielli (Lucca) d'oro alla banda abbassata d'azzurro caricata di tre fiamme a tre lingue di rosso accompagnata da due stelle di otto raggi di rosso, una in capo e l'altra in punta (citato in (4) – Vol. III pag. 297) 3 lingue di fuoco di rosso su banda abbassata di azzurro su oro - 2 stelle (8 raggi) di rosso poste in palo su oro (citato in LEOM) |
|        | Gabbrielli (Lucca) D'oro, alla banda di verde, caricata di tre fiamme di rosso, e accompagnata da due stelle a otto punte d'azzurro, una in capo e una in punta (citato in (15)) |
|        | Gabbrielli (Siena) D'azzurro, all'albero al naturale nodrito sul terreno dello stesso, e alla banda attraversante di rosso, attraversata a sua volta dalla sbarra d'oro; il tutto accompagnato ai fianchi dello scudo da due stelle a sei punte dello stesso alias Di..., all'albero sradicato di…, e alla banda attraversante d'oro, attraversata a sua volta dalla sbarra di rosso (citato in (15)) |
|        | Gabbrielli (Roma) D'azzurro, al crescente montante d'argento, posto in mezzo a tre torte di rosso caricate di una croce patente d'argento (Immagine nella Raccolta stemmi Trippini (JPG).) |
|        | Gabbrielli del Nicchio (Firenze) D'azzurro, al crescente montante d'argento, posto in mezzo a tre stelle a otto punte d'oro, 2.1, e sormontato da una crocetta trifogliata e pieficcata dello stesso (citato in (15)) |
|        | Gabbrielli delle Rose (Firenze) D'argento, alla banda di rosso, accompagnata da tre rose dello stesso, 2.1 (citato in (15)) |
|        | Gabbuggiani (Firenze) Bandato di sei pezzi di rosso e d'argento, al capo obliquo sinistro d'azzurro, caricato di un giglio bottonato di rosso (citato in (15)) |
|        | Gabburri (Firenze) D'argento, allo scaglione d'azzurro accompagnato da tre gigli di rosso, 2.1 (citato in (15)) alias D'argento, allo scaglione d'azzurro, caricato di tre teste di leopardo d'oro e accompagnato da tre gigli di rosso, 2.1 (citato in (15)) (DE) In Silber 1 erniedrigter blauer Sparren, belegt mit 3 goldenen Leopardenköpfen von vorn und begleitet oben von 2, unten von 1 roten Lilie (citato in (28)) |
|        | Gabellotti (Firenze) Di rosso, al leone d'oro accostato da quattro gigli dello stesso, 2.2, e alla banda attraversante d'azzurro, caricata di tre gigli d'oro; il tutto abbassato sotto il capo dell'Impero (citato in (15)) |
|        | Gabiano (Torino) D'oro, al gallo di rosso, allumato del campo, con il capo di verde, carico di tre gigli d'argento, disposti in fascia Motto: Equis vigilantia fovens (citato in (18)) |
|        | Gabioneta o Gabionetta (Mantova) Titolo: conti di Montiglio, Moransengo Bandato d'argento e di rosso alias D'argento, a tre bande di rosso alias Inquartato, al 1° e 4° inquartato in decusse d'oro e d'azzurro, con il capo d'oro, carico di un'aquila di nero, al 2° e 3° bandato di rosso e d'argento alias Bandato d'argento e di rosso, con il capo d'oro, carico di un'aquila, di nero (citato in (18)) |
|        | Gabotto (Torino) di rosso, alla ruota della fortuna d'argento cimata da un leopardo d'oro (citato in (2) – pag. 335 e in DAlena) |
|        | Gabotto (Casale Monferrato, Torino) Titolo: nobili, con il predicato di San Giovanni Partito, al 1° di rosso, alla ruota della fortuna d'argento, sormontata da un leopardo d'oro, al 2° d'oro, a due torri merlate, di rosso, aperte e finestrate del campo, cimate dall'aquila coronata, di nero, con il capo di Savoia Motto: Or sopra or sotto (citato in (18)) |
|        | Gabriel (Sardegna) d'argento al tigre al naturale seduto sulla pianura erbosa, tenente colle branche anteriori una volpe al naturale in atto di divorarla (citato in (2) – pag. 545 e in DAlena) |
|        | Gabrieli (Udine, Quitilipi-Resistencia (Chaco Austral)) d'azzurro alla rotella di rosso, cucita, crociata d'argento, accompagnata ai fianchi ed in capo da tre stelle (6) d'oro male ordinate, in punta da una mezzaluna d'argento, montante (citato in (4) – Vol. III pag. 298) rotella di rosso crociata di argento su azzurro - 3 stelle (6 raggi) di oro poste 1,2 su azzurro - luna montante di argento in basso su azzurro (citato in LEOM) Cimiero: cinque penne di struzzo alternate di rosso e di azzurro Motto: Quod facere nos deceat, doceant in stemmate picta |
|        | Gabrieli (Tropea) (LA) campum ceruleum Pinum, viridim subtentum duobus Leonibus rampantibus (citato in BLCL) Immagine e notizie storiche in Tropea Magazine. |
|        | Gabrielle (Tropea) d'oro, al pino di verde, sradicato, posto in banda, sostenuto da due leoni di rosso, coronati dello stesso, controrampanti al fusto; alla orlatura dentata di rosso Cimiero: la mezzaluna crescente d'argento, sormontata da un drago di verde, alato d'oro (citato in Mango) |
|        | Gabrielli (Tropea) d'oro all'albero sradicato di verde in banda e accostato da due leoni di rosso coronati d'oro controrampanti al tronco; la bordura dentata di rosso (citato in BLCL) |
|        | Gabrielli (Tropea) d'oro con la pigna verde posta in banda da due leoni affrontati di rosso, coronati ed armati linguati d'azzurro, con un filetto addentato di punte rosse (citato in BLCL) Immagine e notizie storiche in Tropea Magazine. |
|        | Gabrielli (Roma) d'azzurro, a tre bisanti d'argento crociati in rosso, al crescente montante d'argento in cuore, colla bordura dentata (inchiavata) d'argento e di rosso (citato in (2) – pag. 5 e in (6) - pag. 95) |
|        | Gabrielli (Fano, Roma, Firenze, Torino) di azzurro alla banda d'oro accompagnata in capo da tre gigli d'oro, posti nel senso della banda (citato in (4) – Vol. III pag. 299 e in DAlena) |
|        | Gabrielli (Fano, Roma, Firenze, Torino) banda di rosso su azzurro - 3 gigli di rosso in palo posti nel verso della banda in alto a destra su azzurro (citato in LEOM) |
|        | Gabrielli (Fano, Roma, Firenze, Torino) banda di oro su azzurro accompagnata da - 3 gigli in sbarra posti in banda di oro a destra su azzurro (citato in LEOM) |
|        | Gabrielli (Venezia, Capodistria) porta d'oro, con una fascia a tre ordini de scacchi d'oro, e d'azzurro (citato in (13)) |
|        | Gabrielli (Napoli, Tropea) Titolo: patrizio di Tropea, patrizio eugubino (Gubbio) di oro al pino sradicato di verde posto in banda, con due leoni di rosso coronati dello stesso linguati ed armati di azzurro controrampanti al medesimo (citato in (4) – Vol. III pag. 301 e in (19)) albero di pino posto in banda sradicato di verde su oro affiancato da - 2 leoni controrampanti coronati di rosso su oro (citato in LEOM) |
|        | Gabrielli (Firenze) Inquartato: nel 1º e 4º d'argento pieno; nel 2º e 3º di rosso, a due pannocchie d'oro, poste l'una accanto all'altra controricadenti (citato in (15)) |
|        | Gabrielli (Siena) D'azzurro, alla fascia di rosso, talvolta bordata d'oro, accompagnata in capo da una stella a sei punte d'oro, e in punta da una rosa dello stesso (citato in (15)) |
|        | Gabrielli (Sarteano) (la blasonatura non è stata ancora caricata) (citato in BNDD) Immagine ne L'araldica sarteanese nei secoli. |
|        | Gabrielli o (Gabbrielli) (Siena) D'azzurro, all'albero sradicato al naturale, accompagnato nei fianchi da due stelle a otto punte d'oro, con una sbarra di rosso attraversante, e una banda d'oro attraversante sull'attraversante (citato in (32) tavola 132, pag. 304) |
|        | Gabrielli (Roma) D'azzurro, alla fascia di rosso, bordata d'oro, accompagnata in capo da una stella a otto punte d'oro, e in punta da una rosa dello stesso (Immagine nell' Archivio Storico Capitolino (PDF) (archiviato dall'url originale il 4 marzo 2016).) |
|        | Gabrielli (Roma) D'azzurro a 3 bisanti d'argento crociati in rosso, al crescente montante d'argento in cuore, colla bordura dentata d'argento e di rosso (citato in DAlena) |
|        | Gabrielli (Roma) (la blasonatura non è stata ancora caricata) (Immagine nella Raccolta stemmi Topoguz.) |
|        | Gabrielli (Roma) D'azzurro a 3 bisanti di rosso crociati in argento, al crescente montante dello stesso in cuore, colla bordura dentata d'azzurro e d'argento (Immagine nell' Archivio Storico Capitolino (PDF) (archiviato dall'url originale il 4 marzo 2016).) |
|        | Gabrielli (Venezia) (FR) D'or, à la fasce échiquetée d'azur et d'or, de trois tires. (citato in http://www.euraldic.com/lasu/bl/bl_g_ab.html) |
|        | Gabrielli di Cesena (Cesena) (la blasonatura non è stata ancora caricata) (citato in BLCW) Immagine in Blasone Cesenate. |
|        | Gabrielli di Roma (Cesena) (la blasonatura non è stata ancora caricata) (citato in BLCW) Immagine in Blasone Cesenate. |
|        | Gabrio Di verde, alla banda d'oro, ripiena di azzurro, carica di tre stelle e accompagnata da due rose, il tutto d'oro (citato in (18)) |
|        | Gabutti (Santhià, Vercelli, Torino) Titolo: conti di Bestagno d'azzurro a tre fiamme d'oro, male ordinate (citato in (4) – Vol. III pag. 302 e in (18)) 3 fiamme di oro poste 1,2 su azzurro (citato in LEOM) alias D'azzurro, a tre fiamme d'oro, 2, 1 (citato in (18)) Cimiero: un braciere di azzurro infiammato di rosso Motto: Et prosum et obsum |
|        | Gabutti (Ivrea) Titolo: conti di Graglia; consignori di Romano Troncato d'oro e d'argento, il secondo alla pianta del pepe di verde, di tre rami, sradicata Motto: Hieme plus viget (citato in (18)) |

### Gac
| Stemma | Casato e blasonatura |
| ------ | --- |
|        | Gaci (Castiglione Fiorentino) di azzurro alla fascia d'argento accompagnata in capo da una palla di rosso e in punta da un compasso d'oro (citato in (4) – Vol. III pag. 302) fascia di argento su azzurro - palla di rosso in alto su azzurro - compasso di oro aperto punte al basso su azzurro in punta (citato in LEOM) Cimiero: un compasso d'oro |
|        | Gaci (Cortona, Firenze) D'azzurro, alla fascia d'argento, accompagnata in capo da una palla di rosso e in punta da un compasso d'oro aperto in scaglione (citato in (15)) |

### Gad
| Stemma | Casato e blasonatura |
| ------ | --- |
|        | Gadaleta (Bari, Molfetta) Titolo: nobili trinciato di azzurro e di verde con la banda d'argento in divisa caricata da tre gigli di rosso, ed accompagnata da un uccello nel canton sinistro del capo, e da una volpe passante nel canton destro della punta, al naturale (citato in (4) – Vol. III pag. 302, in DAlena e in (19)) 3 gigli di rosso in palo posti su banda in divisa di argento su trinciato di rosso e di verde - uccello al naturale su azzurro a destra - volpe passante al naturale su verde a sinistra (citato in LEOM) |
|        | Gadaleta (Molfetta) trinciato, d'azzurro e di verde, alla banda d'argento attraversante caricata di 3 gigli di rosso, accompagnata da un uccello al naturale in capo e da una lepre in punta (citato in ) |
|        | Gadda Conti (Milano) (la blasonatura non è stata ancora caricata) (Immagine nella Raccolta stemmi Topoguz.) |
|        | Gaddi e Gaddi Pepoli (Forlì, Bologna) Titoli: Conte, Patrizio di Forlì troncato: con la fascia di rosso sulla partizione, caricata di una stella d'oro; di sopra, d'oro alla fiamma di rosso uscente dalla fascia; di sotto di argento a tre bande d'azzurro (citato in (4) – Vol. III pag. 303) stella (5 raggi) di oro su fascia di rosso su troncato di oro e di argento - fiamma di rosso uscente dalla fascia su oro - 3 bande di azzurro su argento (citato in LEOM) |
|        | Gaddi (Firenze) D'azzurro, alla croce trifogliata d'oro (citato in (15)) (DE) In Blau 1 goldenes Kleeblattkreuz (citato in (28)) (Immagine nella Raccolta stemmi Trippini (JPG).) |
|        | Gaddi (Cesena) (la blasonatura non è stata ancora caricata) (citato in BLCW) Immagine in Blasone Cesenate. |
|        | Gaddi Hercolani (Firenze) partito. Nel 1º troncato, con la fascia di rosso sulla partizione caricata di una stella d'oro; di sopra d'oro alla fiamma di rosso uscente dalla fascia; di sotto d'argento a tre bande d'azzurro; nel 2º inquartato: d'oro e d'azzurro con una banda di rosso attraversante, caricata di una corona a cinque foglie d'oro, accompagnata da due teste di aquila d'argento, nascenti dai lati dello scudo ed imbeccanti per una delle estremità due frecce di nero biforcate ed unite in croce di S. ndrea (citato in (4) – Vol. III pag. 304) stella (5 raggi) di oro su fascia di rosso su troncato di oro e di argento - fiamma di rosso uscente dalla fascia su oro - 3 bande di azzurro su argento - corona di oro su banda di rosso su inquartato di oro e di azzurro - accompagnata da 2 teste di aquila di argento uscenti dall'angolo sinistro in alto e dall'angolo destro in basso tenenti nel becco una delle estremità di 2 frecce di nero incrociate (citato in LEOM) |
|        | Gaddi Pepoli (Forlì, Bologna) 3 bande di azzurro su argento - fiamma uscente dalla troncatura di rosso su oro in capo - stella (6 raggi) di oro su trangla di rosso (citato in LEOM) |
|        | Gadi (Cremona) Titolo: marchesi d'argento al leone di nero, linguato di rosso, coronato con corona d'oro, della quale si vedono tre fioroni alternati con perle, il tutto movente dalla punta; tale leone sostenente con le branche anteriori un castello di rosso, aperto del campo, torricellato di due pezzi, ciascuna torricella sormontata da una vampa ardente; e alla banda di rosso abbassata attraversante sul leone (citato in BLCR) Immagine in Blasonario Cremonese (archiviato dall'url originale il 5 marzo 2017). |

### Gae
| Stemma | Casato e blasonatura |
| ------ | --- |
|        | Gaeta (Messina) e di Gaeta (Napoli e Olevano sul Tusciano) inquartato d'argento e di rosso, alla banda d'azzurro, caricata da tre stelle di oro, attraversante sul tutto (citato in Mango e (4) vol. III p. 304) Notizie storiche in Nobili napoletani |
|        | Gaeta (Napoli) inquartato, nel 1° e 4° d'argento al leone di rosso; nel 2° e 3°di rosso pieno (citato in (24)) Notizie storiche in Nobili napoletani (archiviato dall'url originale il 25 giugno 2013). |
|        | Gaeta (Cosenza) d'argento alla banda scaccata d'oro e d'azzurro di due file (citato in BLCL) |
|        | Gaetani (Roma, Molise, Napoli) d'oro, alla gemella in banda ondata d'azzurro (citato in (2) – pag. 286, in (4) - Vol. III pag. 305, in (6) - pag. 134, in DAlena) d'oro a due bande ondulate azzurre (citato in (24)) Notizie storiche in Nobili napoletani. |
|        | Gaetani (Napoli, Palermo, Agrigento, Catania) gemella in banda ondata di azzurro su oro (citato in LEOM) |
|        | Gaetani o Caetani (Palermo, Casteltermini, Naro, Catania, Napoli) Titolo: nobile; conte della Bastiglia inquartato: nel 1º e 4º d'oro, alla gemella ondata d'azzurro, posta in banda; nel 2º e 3º d'azzurro, all'aquila spiegata d'argento, coronata dello stesso (citato in (4) – Vol. III pag. 307, in Mango, in (24) e in (25)) gemella ondata in banda di azzurro su oro - aquila ali spiegate di argento coronata dello stesso su azzurro (citato in LEOM) Notizie storiche in Famiglie nobili di Sicilia. Ulteriori notizie storiche in Nobili napoletani. |
|        | Gaetani (Napoli) 3 losanghe di verde appuntate in banda e 2 cinquefogli di rosso in sbarra su scudetto di oro su - gemella in banda ondata di azzurro su oro - aquila di argento coronata di oro su azzurro (citato in LEOM) |
|        | Gaetani di Pisa (Firenze, Pisa) Partito: nel 1º inquartato d'argento e di rosso; nel 2º palato d'oro e di rosso (citato in (15)) alias Partito: nel 1º inquartato di rosso e d'argento; nel 2º di rosso, a due pali d'argento (citato in (15)) alias Partito: nel 1º inquartato di rosso e d'argento; nel 2º d'oro, a due pali di rosso (citato in (15)) (DE) Gespalten: Rechts rot-silber geviert, links in gold 2 rote Pfähle (citato in (28)) alias Partito: nel 1º inquartato d'argento e di rosso; nel 2º d'oro, a due pali di rosso (citato in (15))       |
|        | Gaetani (Toscana) (DE) Gespalten: Rechts rot-silber geviert, links 3mal rot-silber gespalten und überdeckt von 1 oben verkürzten silbernen Stab an der Teilungslinie (citato in (28)) |
|        | Gaetani (Pisa) Partito: nel 1º partito: a/ inquartato di rosso e d'argento; b/ d'oro, a due pali di rosso; nel 2º inquartato: a/ e d/ d'oro, alla gemella ondata in banda d'azzurro; b/ e c/ pure d'oro, all'aquila dal volo spiegato di nero, coronata del campo. Sul tutto: di rosso, al leone d'argento alias Partito: nel 1º inquartato di rosso e d'argento; nel 2º d'oro, a due pali di rosso alias D'oro, alla gemella ondata in banda d'azzurro (citato in (15))                                                                                         |
|        | Gaetani dell'Acqua d'Aragona (Napoli, Roma) gemella ondata in banda di azzurro su oro - aquila di argento coronata di oro su azzurro - 4 pali di rosso su oro (citato in LEOM) |
|        | Gaetani dell'Aquila d'Aragona (Napoli, Roma, Piedimonte d'Alife) partito al 1º. inquartato al 1º e 4º di Gaetani che è d'oro alla gemella ondata di azzurro, posta in banda; al 2º e 3º di Dell'Aquila che è d'azzurro all'aquila d'argento coronata d'oro; al 2º d'Aragona che è d'oro ai quattro pali di rosso Motto: Non confunditur (citato in (4) – Vol. III pag. 305) |

### Gaf
| Stemma | Casato e blasonatura |
| ------ | --- |
|        | Gaffodio (Mondovì) Partito, di rosso e d'oro, al capo d'argento, il tutto sotto un capo d'oro, carico di un'aquila coronata, di nero (citato in (18)) |
|        | Gaffurri o Gafurro o Caffurro (Milano, Savigliano) Titolo: consignori di Cervere Partito di rosso e di Saluzzo, con il capo d'oro, carico di un'aquila di nero, linguata di rosso alias Partito di rosso e d'argento alias Partito di rosso e d'argento, con il capo d'oro, carico di un'aquila coronata, di nero (citato in (18)) |

### Gag
| Stemma | Casato e blasonatura |
| ------ | --- |
|        | Gaggi (Bologna) Gazza (citato in DAlena) |
|        | Gaggia (Brescia) (la blasonatura non è stata ancora caricata) |
|        | Gaggino (Messina) d'azzurro, all'uccello volante d'oro (citato in Mango) |
|        | Gaginella (Legnago) Gallo (citato in DAlena) |
|        | Gagiona (Verona) frutto di ananasso di oro gambuto e fogliato di verde su azzurro sormontato da - stella (8 raggi) di oro (citato in LEOM) |
|        | Gagliani (Napoli Salerno) Titolo: patrizio di Trani, predicato di San Mauro, dei marchesi di San Mauro d'azzurro ad un gallo imbeccante una spiga di grano, sostenuto dal maggiore di tre monti moventi dalla punta ed accompagnato nel capo da tre stelle, poste in fascia, il tutto d'oro (citato in (4) – Vol. III pag. 309 e in (19)) d'azzurro al gallo reggente nel becco una spiga di grano, poggiato sul maggiore di tre monti moventi dalla punta ed accompagnato nel capo da tre stelle poste in fascia, il tutto d'oro (citato in (24)) gallo tenente nel becco una spiga di grano posto sul monte più alto di 3 monti al naturale uscenti dalla punta sormontato da - 3 stelle (5 raggi) poste in fascia tutto di oro su azzurro (citato in LEOM) Notizie storiche in Nobili napoletani.                                                                             |
|        | Gagliani o Gagliano (Sicilia) d'azzurro, a tre colonne, a basi e capitelli d'oro, circondate da una ghirlanda di verde (citato in Mango e in (25)) Notizie storiche in Famiglie nobili di Sicilia. |
|        | Gagliardi (Napoli, Casal Velino, Monteleone, Tropea) Titolo: marchese, nobile, predicato di Casalicchio d'argento alla banda di verde accompagnata da due conchiglie di rosso (citato in (4) – Vol. III pag. 309, in (19) e in (24)) banda di verde su argento - 2 conchiglie di rosso poste in sbarra su argento (citato in LEOM) Motto: Belligerans in bello et in pace famoso |
|        | Gagliardi (Monteleone) d'argento alla banda d'azzurro accompagnata da due conchiglie convesse di rosso (citato in (2) – pag. 158 e in DAlena) |
|        | Gagliardi (Lucera) D'argento alla banda di rosso accompagnata da due conchiglie dello stesso, una in capo e una in punta (citato in BLCL) Immagine e notizie storiche in Tropea Magazine. |
|        | Gagliardi (Tropea) D'oro alla banda di rosso accompagnata da tre conchiglie dello stesso, due nel capo ed una in punta (citato in BLCL) Motto: Belligerans bello et in pace famosa Immagine e notizie storiche in Tropea Magazine. |
|        | Gagliardi (Cava, Monteleone) D'argento alla banda di verde (per altri di rosso) accompagnata da due conchiglie di rosso, con i pali d'Aragona raccorciati nel capo (citato in BLCL) Immagine e notizie storiche in Tropea Magazine. |
|        | Gagliardi (Molfetta) d'argento, alla banda di verde accompagnata da 2 conchiglie di rosso, una in capo e una in punta Cimiero: un cigno d'argento sedente imbeccato d'oro Supporti: due grifoni d'oro Motto: Belligerans bello et in pace famosa (citato in ) |
|        | Gagliardi Titolo: consignori di Ceva, S. Michele, Scagnello Troncato d'azzurro e di rosso, alla banda di nero, orlata di argento, carica di tre stelle d'oro, accompagnata in capo da un gallo, d'oro Motto: Vigilantibus non dormientibus (citato in (18)) |
|        | Gagliardi (Sicilia) Titolo: barone di Casale di Pietra, Regie Segrezie, Cammisini, Carpinello, Cottonaro, Corea d'azzurro con un leone d'oro, accompagnato da sette conchiglie del medesimo (citato in (25)) Corona di barone Notizie storiche in Famiglie nobili di Sicilia. |
|        | Gagliardis Dalla Volta (Venezia) Titoli: Conte palatino troncato di argento e di rosso al pino d'Italia di verde, nodrito nella punta dello scudo e sostenuto da due leoni d'oro, affrontati, attraversanti i due campi (citato in (4) – Vol. III pag. 311) albero di pino di verde uscente dalla punta su troncato di argento e di rosso affiancato da - 2 leoni controrampanti di oro su troncato di argento e di rosso (citato in LEOM) Cimiero: l'aquila, bicipite di nero, coronata d'oro sulle due teste |
|        | Gagliardo o Guagliardo (Polizzi Generosa) Titolo: barone di Carpinello, di Carca, delle regie Secrezie, signore di Cottonaro di azzurro, al leone d'oro, sormontato da tre stelle dello stesso, in fascia (citato in (4) – Vol. III pag. 311, in (19), in Mango e in (25)) leone rampante di oro su azzurro - 3 stelle (5 raggi) di oro poste in fascia in alto su azzurro (citato in LEOM) alias d'argento al leone d'oro sormontato da tre stelle dello stesso, ordinate in fascia (citato in (25)) alias d'azzurro. al leone d'oro, accompagnato da sette conchiglie dello stesso (citato in (4) – Vol. III pag. 311, in (19), in Mango e in (25)) leone rampante di oro su azzurro accompagnato da - 7 conchiglie di oro poste 2,2,2,1 su azzurro (citato in LEOM) Notizie storiche in Famiglie nobili di Sicilia. Ulteriori notizie storiche in Famiglie nobili di Sicilia. |
|        | Gagliardo (Tropea) (LA) campum ceruleum barram auream ed duas concas aureas super et subter (citato in BLCL) Immagine e notizie storiche in Tropea Magazine. |
|        | Gagliati (Molise) (la blasonatura non è stata ancora caricata) (citato in DAlena) |
|        | Gaglioffi (Abruzzo) D'azzurro a due caprioli d'argento (citato in DAlena) |
|        | Gagna (Cherasco) Titolo: consignori di Terruggia D'argento, a tre fasce di rosso, accompagnate in punta da un giglio dello stesso, con la banda d'oro, attraversante alias D'argento, a tre fasce di rosso, accompagnate in punta da un giglio dello stesso, con la banda d'oro, attraversante, sostenente un leone dello stesso (citato in (18)) |
|        | Gagna (Piverone) Di [...], alla banda d'azzurro, carica di tre stelle d'oro, accompagnata in capo da un'aquila di [...], e in punta da un albero di verde (citato in (18)) |
|        | Gagnino (Savigliano) D'azzurro, alla banda d'argento, carica di tre gazze al naturale Motto: In humilitate requies (citato in (18)) |
|        | Gagnoni (Siena) semitroncato partito: nel 1º d'argento; nel 2º di nero; nel 3º d'azzurro alla fascia d'argento abbassata e accompagnata sopra: da tre stelle d'oro male ordinate, la superiore più grande di 5 raggi, le inferiori di 8 raggi, sotto: dalla mezzaluna montante d'argento (citato in (4) – Vol. III pag. 312) troncato di argento e di azzurro - fascia di argento su azzurro - 3 stelle poste 1,2 di oro quella in alto a 5 raggi e quelle in basso a 8 raggi su azzurro in alto - luna montante di argento su azzurro in basso (citato in LEOM) |
|        | Gagnoni o Gagnoni della Vipera (Siena, Firenze) Partito: nel 1º troncato d'argento e di nero; nel 2º d'azzurro, alla fascia d'argento accompagnata in capo da tre stelle d'oro, 1.2, l'una a cinque punte e le due a otto punte, e in punta da un crescente montante d'argento (citato in (15)) alias Partito: nel 1º troncato d'argento e di nero; nel 2º d'azzurro, alla fascia d'argento accompagnata in capo da un giglio e due stelle a otto punte d'oro, posti 1.2, e in punta da un crescente montante d'argento (citato in (15)) (DE) Gespalten: Rechts silber-schwarz geteilt, links in Blau 1 silberner Balken, begleitet oben von 1 goldenen Lilie und 2 achtstrahligen goldenen Sternen 1:2 gestellt, unten von 1 liegenden silbernen Halbmond (citato in (28)) |
|        | Gagnoni Schippisi (Firenze) partito: a destra di Gagnoni , che è: semitroncato e partito, cioè nel 1º d'argento; nel 2º di nero; nel 3º d'azzurro alla fascia d'argento accompagnata sopra da tre stelle d'oro male ordinate, la superiore più grande di 5 raggi, le inferiori di 8 raggi; sotto dalla mezzaluna montante d'argento: a sinistra di Schippisi che è: d'oro, al fuso in abisso accompagnato da tre rose, disposte due in capo e una in punta, il tutto di rosso (citato in (4) – Vol. III pag. 312) troncato di argento e di azzurro - fascia di argento su azzurro - 3 stelle poste 1,2 di oro quella in alto a 5 raggi e quelle in basso a 8 raggi su azzurro in alto - luna montante di argento su azzurro in basso - fuso posto in palo accompagnato da - 3 rose poste 2,1 tutto di rosso su oro (citato in LEOM)                                              |

### Gai
| Stemma | Casato e blasonatura |
| ------ | --- |
|        | Gai (Pistoia) Di rosso, a sette stelle a otto punte d'oro, 3.3.1, e al capo d'argento, caricato dell'aquila dal volo spiegato di nero, coronata dello stesso (citato in (15)) |
|        | Gaiani (Bologna) Titoli: Nobile di Bagnacavallo, Patrizio di Modena d'azzurro al destrocherio di carnagione vestito di rosso tenente un pistello d'oro accompagnato in capo da tre stelle a 6 raggi dello stesso ed in punta da una fiamma di rosso (citato in (4) – Vol. III pag. 313) braccio destro uscente da destra vestito di rosso afferrante con la mano di carnagione un pestello di oro su azzurro - 3 stelle (6 raggi) di oro poste in fascia in alto su azzurro - fiamma di rosso uscente dalla punta su azzurro (citato in LEOM) |
|        | Gaiani (Cesena) (la blasonatura non è stata ancora caricata) (citato in BLCW) Immagine in Blasone Cesenate. |
|        | Gaifami (Roma, Casalmoro (Mantova)) d'argento alla croce di nero (citato in (4) – Vol. III pag. 313) croce di nero su argento (citato in LEOM) alias grembiato di otto pezzi d'argento e di nero (citato in (4) – Vol. III pag. 313) grembiato di argento e di nero (8 pezzi) (citato in LEOM) |
|        | Gaiferi (Saluzzo, Barge) Di rosso, alla sbarra, accompagnata nel cantone destro da una cinta, d'argento (citato in (18)) |
|        | Gaiffi (Pistoia) Troncato d'argento e di rosso, all'albero sradicato attraversante al naturale, a sua volta attraversato al piede da un cane coricato d'argento, guinzagliato d'argento al tronco dell'albero; il tutto accompagnato in capo da tre stelle a otto punte d'oro, 1.2 (citato in (15)) |
|        | Gaigher (Firenze) Troncato di nero e d'oro, al leone dell'uno all'altro (citato in (15)) |
|        | Gaigtier (Toscana) (DE) In schwarz-gold geteiltem Feld 1 Löwe in verwechselten Tinkturen (citato in (28)) |
|        | Gaina (Torino) D'azzurro, alla fascia d'argento, accompagnata in capo da tre stelle, ordinate in fascia, in punta da una ghiandaia, il tutto d'oro Motto: Robore et solertia (citato in (18)) |
|        | Gaio (Torino ?) Titolo: baroni D'azzurro, alla banda d'argento, accostata a sinistra da tre stelle d'oro, disposte in banda, a destra da una mezzaluna (pure d'oro?) Motto: Clarius hitius (citato in (18)) |
|        | Gaioli Boidi (Molare) d'azzurro a tre gigli di giardino, al naturale, uno accanto all'altro; al capo d'oro, carico di un'aquila coronata, di nero (citato in (4) – Vol. III pag. 313 e in (18)) 3 gigli di giardino al naturale in palo posti in fascia su azzurro - aquila coronata di nero su oro in capo (citato in LEOM) |
|        | Gaioni Berti (Verona) Titoli: Nobile, Marchese d'azzurro al frutto di pino di oro, fogliato di due di verde, posto in palo ed accompagnato in capo da una stella (8) d'oro (citato in (4) – Vol. III pag. 314) pigna di oro fogliata di verde su azzurro sormontata da - stella (8 raggi) di oro in alto su azzurro (citato in LEOM) |

### Gaj
| Stemma | Casato e blasonatura |
| ------ | --- |
|        | Gajal de la Chenaye (Francia, Torino) Titolo: nobili Troncato, al 1° d'azzurro, a tre gigli d'oro, ordinati in fascia, al 2° d'argento, all'albero al naturale, nutrito nella pianura erbosa, di verde (citato in (4) – Vol. III pag. 314 e in (18)) 3 gigli di oro posti in fascia su azzurro - albero al naturale su terrazzo di verde su argento (citato in LEOM) |
|        | Gajangos o Gayangos (Sicilia) troncato di rosso e d'azzurro, a tre spade d'argento, guarnite d'oro, poste in palo, ordinate in fascia e attraversanti sul tutto; alla bordatura d'argento, caricata da otto fiocchetti d'armellino di nero, posti 3, 2 e 3 (citato in Mango)                                                                                         |

### Gal
| Stemma | Casato e blasonatura |
| ------ | --- |
|        | Gal (Nus, Aosta) Titolo: baroni di Brissogne Di nero, al gallo d'argento, crestato, barbato e membrato di rosso, con il capo d'argento, carico di un sole orizzontale destro, di rosso (citato in (18))             |
|        | Gal o Galli o Battalin (Chieri, Chambéry) Titolo: consignori di Revello D'azzurro, a due galli d'argento, affrontati, sormontati da tre stelle d'oro, male ordinate Motto: Contre fortune bataille (citato in (18)) |
|        | Gala o La Gala (Acerenza) Titolo: nobili d’azzurro, al leone d’oro, guardante una cometa d’argento, posta nel primo cantone, attraversato dalla banda del secondo (citato in CROD, vol. 1, p. 443))                 |

### Gala
| Stemma | Casato e blasonatura |
| ------ | --- |
|        | Galabrosini (Venezia) (FR) Parti, au 1, d'or, à la fasce de sinople, au 2, d'argent, à un croissant de gueules. (citato in http://www.euraldic.com/lasu/bl/bl_g_al.html) |
|        | Galamini (Recanati, Roma, Macerata, Perugia) partito: di verde e di rosso al monte di 6 cime di argento all'italiana, col pino nodrito sulla vetta e sostenuto da due capri affrontati: quello di destra di pelo fulvo, l'altro di sinistra tutto bianco. Il tutto al naturale e attraversante (citato in (4) – Vol. III pag. 314) albero di pino al naturale su monte a 6 cime di argento uscente dalla punta su partito di verde e di rosso affiancato da - 2 capri controrampanti a sinistra di rosso su verde e a destra di argento su rosso (citato in LEOM) |
|        | Galandi (Firenze) Di..., al leone di..., tenente un ramo di palma di... (citato in (15)) |
|        | Galandi (Pisa) (DE) In Rot 3 silberne Schrägbalken (citato in (28)) |
|        | Galantara (Roma) scaglione di oro su azzurro - gallo al naturale sulla punta dello scaglione - stella (6 raggi) di oro in alto a sinistra - giglio di oro in punta su azzurro (citato in LEOM) |
|        | Galante (Casale, Bogogno) Titolo: consignori di Celle D'argento, al gallo al naturale, ardito, sostenuto da un colle di tre vette, di verde, sormontato da una stella (8) d'oro alias D'argento, al gallo al naturale, ardito, sostenuto da un colle di tre vette, di verde, sormontato da una stella (8) d'oro, con il capo d'azzurro, carico di una stella (8), d'oro (citato in (18)) |
|        | Galante (Casale) Titolo: baroni di Terruggia Un uccello avente sotto i piedi una barra ed indi cinque palle alias D'argento, al gallo al naturale, ardito, sostenuto da un colle di tre vette, di verde, sormontato da una stella (8) d'oro, con il capo d'azzurro, carico di una stella (8), d'oro (citato in (18)) |
|        | Galanti (Venezia, Padova, Lancenigo) Titoli: Nobile d'argento alla fascia abbassata, sormontata da tre gigli in fascia, il tutto di rosso (citato in (4) – Vol. III pag. 315) fascia abbassata di rosso su argento - 3 gigli di rosso posti in fascia in alto su argento (citato in LEOM) |
|        | Galanti (Napoli) Titolo: conti troncato: nel 1º di rosso ad un crescente montante di argento accostato da due stelle di otto raggi del medesimo; nel 2º d'argento alla rosa gambuta e fogliata al naturale accostata da due gigli di rosso (citato in (4) – Vol. III pag. 315 e in (19)) luna montante di argento affiancata da - 2 stelle (8 raggi) dello stesso su rosso - rosa di rosso stelata e fogliata di verde affiancata da - 2 gigli di rosso su argento (citato in LEOM) |
|        | Galantini del Lion Nero (Firenze) Troncato: nel 1º di rosso, a tre trombe d'oro poste in palo, con il padiglione in alto e ordinate l'una accanto all'altra; nel 2º d'azzurro, al corno da caccia d'argento, guarnito e legato d'oro; con il filetto in fascia d'oro, passato sulla troncatura (citato in (15)) |
|        | Galantino (Soncino) colonna di argento coronata dello stesso su campagna di argento su rosso - leone rampante di argento a destra su rosso - 6 stelle (8 raggi) di argento in alto poste in fascia 3 a destra e 3 a sinistra della colonna su rosso - albero di olmo al naturale a sinistra su rosso (citato in LEOM) |
|        | Galantino (Soncino) Titolo: conti di Bardone, nobili di Parma di rosso ad una colonna su piedestallo, coronata e accompagnata a destra da un albero e a sinistra da un leone, sormontati ciascuno da tre stelle ordinate in fascia, il tutto d'argento (citato in BLCR) Immagine in Blasonario Cremonese (archiviato dall'url originale il 5 marzo 2017). |
|        | Galantus D'azzurro, al gallo al naturale (?), sormontato da tre stelle d'oro, disposte in fascia, con il capo cucito, d'azzurro, carico di un cherubino (?) al naturale (?), sinistrato da un sole, d'oro (citato in (18)) |
|        | Galardi (Orta) Troncato, al 1° d'azzurro, al destrocherio vestito e indicante d'oro, posto in palo, e uscente dalla partizione, al 2° di rosso (citato in (18)) |
|        | Galaresso (Venezia) (FR) D'argent, au sautoir parti de gueules et d'azur, cantonné de quatre tourteaux de sinople. (citato in http://www.euraldic.com/lasu/bl/bl_g_al.html) |
|        | Galassi (Cascia) Spaccato: nel primo d'azzurro alla fascia d'oro accompagnato in capo da tre gigli d'oro posti in fascia, nel secondo di rosso al compasso rivoltato affiancato da tre stelle d'argento (6) maleordinate (citato in (12)) |
|        | Galassi (Corneto) Titolo: Nobili (la blasonatura non è stata ancora caricata) (citato in DAlena) |
|        | Galatazzi (Venezia) inquartato di azzurro e di argento - nel 2° quarto l'argento caricato di una croce gigliata di rosso - nel 3° caricato da una corniera o gornia (grappa del torchio tipografico) dello stesso (citato in LEOM) |
|        | Galateri o Gallateri o Gallatero o Galatero (Torino, Savigliano)Titolo: conte di Genola; signore di Genola, Suniglia partito: il 1º fasciato di rosso e di oro; il 2º di azzurro alla banda d'argento ripiena di rosso; il tutto col capo di oro, carico di una aquila bicipite di nero (citato in (4) – Vol. III pag. 316 e in (18)) alias Partito, al 1° fasciato di rosso e d'oro; al 2° d'azzurro, alla banda di argento, ripiena d'oro, cucito; il tutto con il capo d'oro, carico di un'aquila di nero (citato in (18)) partito: al 1º fasciato di rosso e d'oro; al 2º d'azzurro, alla banda d'argento ripiena di rosso; il tutto col capo d'oro dell'impero, carico di un'aquila di nero coronata del campo (citato in (27)) fesso alla destra, fasce rosse e d'oro a sei pezze, e alla sinistra una banda rossa, cerchiata d'argento in campo azzurro col capo dell'impero (citato in (27)) Cimiero: il braccio armato tenente una spada, al naturale, in mezzo ad un volo di nero / un braccio destro armato posto nel mezzo di due ali d'aquila nere, impugnante una spada nuda Motto: Facto et probitate - Soli Deo |
|        | Galateri o Galateri di Genola (Torino, Savigliano) fasciato di rosso e di oro - banda di rosso bordata di argento su azzurro - aquila bicipite di nero su oro in capo (citato in LEOM) |
|        | Galati (Sciacca) D'argento, allo scaglione di rosso, accompagnato da tre stelle dello stesso, poste due in capo e una in punta (citato in Mango) D'argento, con un capriolo di rosso, accompagnato da tre stelle (6) dello stesso, poste 2 in capo ed 1 in punta (citato in (25)) Notizie storiche in Famiglie nobili di Sicilia. |
|        | Galati (Tropea) D'argento allo scaglione di rosso accompagnato da tre stelle, due in capo ed una in punta (citato in BLCL) Immagine in Tropea Magazine. |
|        | Galatti (Trieste) Titoli: Cavaliere dell'I. A. d'oro alla banda d'azzurro, carica di cinque stelle (6) d'argento poste una accanto all'altra ed accompagnata in capo da una mezz'aquila di nero, linguata di rosso colla testa rivoltata ed uscente dalla banda, in punta da un gallo al naturale, armato di rosso, in atto di camminare (citato in (4) – Vol. III pag. 317) 5 stelle (6 raggi) di argento su banda di azzurro su oro - mezza aquila bicipite uscente dalla banda di nero a destra su oro - gallo al naturale crestato e barbato di rosso a sinistra su oro (citato in LEOM) Cimiero: a destra due semivoli sovrapposti, quello di sotto d'argento, quello di sopra d'azzurro carico di una croce d'argento; a sinistra, il gallo dello scudo Motto: Perfer et obdura, in lettere lapidarie d'argento |

### Galb
| Stemma | Casato e blasonatura |
| ------ | --- |
|        | Galbagnato (Torino ?) Fasciato di rosso e d'oro, con il capo del secondo, carico di un'aquila coronata, di nero (citato in (18)) |
|        | Galbany (Venezia) 7 bande (cotisse) ondate di azzurro su argento (citato in LEOM) |
|        | Galbany (Venezia) (FR) D'azur, au chevron d'or, acc. en pointe d'une croix tréflée de gueules, au chef d'argent, ch. de trois croix florencées de gueules. (citato in http://www.euraldic.com/lasu/bl/bl_g_al.html) |
|        | Galbiani (Sebenigo) Gallo (citato in DAlena) |
|        | Galbiati o Galbiate (Milano) muro di mattoni al naturale su terrazzo di verde aperto da 2 bocche orlate di rosso versanti acqua su azzurro - covone (fascio) di fieno di oro e 2 palle di oro in alto su azzurro (citato in LEOM) |
|        | Galbo (Messina) Titolo: signore della Difesa del Finale; barone di Montenero partito: nel 1º di rosso, al leone d'oro, col capo dello stesso, sostenuto dalla divisa d'argento e caricato di una testa calva di nero; nel 2º d'azzurro, al fanciullo di carnagione, sormontato nel capo d tre stelle d'oro, 1 e 2 (citato in (4) – Vol. III pag. 317, in Mango e in (25)) leone rampante di oro su rosso - testa calva di profilo di nero su oro in capo - trangla di argento - bambino in maestà di carnagione su azzurro sormontato da - 3 stelle (6 raggi) di oro poste 1,2 in alto su azzurro (citato in LEOM) Notizie storiche in Famiglie nobili di Sicilia. Ulteriori notizie storiche in Famiglie nobili di Sicilia. |

### Gald
| Stemma | Casato e blasonatura |
| ------ | --- |
|        | Galdi (Napoletano) spaccato, nel 1° d'azzurro al destrocherio manicato impugnante tre rose rosse, il tutto al naturale, al sole d'oro tramontante; nel 2° d'azzurro al pellicano d'argento su un mare d'azzurro ondato d'argento, accompagnato nel canton sinistro del capo da una stella d'argento (citato in (24)) Notizie storiche in Nobili napoletani. |

### Gale
| Stemma | Casato e blasonatura |
| ------ | --- |
|        | Galea (Chivasso) Di rosso a due leoni d'oro, affrontati, sormontati da un elmo d'argento, il tutto disposto a forma di triangolo Motto: Legibus ornatior (citato in (18)) |
|        | Galea o Gallea (Nizza, Alba) Titolo: baroni de La Maddalena Troncato, al 1° d'azzurro, alla fenice d'argento, sulla sua immortalità di rosso, fissante un sole d'oro, posto nell'angolo destro, al 2° di rosso, a due leoni d'oro affrontati, sostenenti un elmo di argento; con la fascia d'argento, in divisa, sulla partizione Motto: Legibus ornatior (citato in (18)) |
|        | Galeazzi (Cherasco) D'azzurro, alla campagna mareggiata d'argento, con la galeazza (?) al naturale (citato in (18)) |
|        | Galeazzi Salvati (Mantova, Monferrato) Titolo: conti di San Giorgio Troncato, al 1° d'argento, alla croce patente di rosso, al 2° d'argento, a tre bande di rosso, con la fascia d'azzurro attraversante sulla partizione alias D'argento, a tre bande di rosso, con il capo d'argento, carico di una croce di rosso, sostenuto di verde (citato in (18)) |
|        | Galeazzo (Bistagno, Genova) Titolo: conti del S.R.I. troncato: al 1º d'azzurro, alla corona imperiale al naturale; al 2º di argento a tre pali di azzurro, col lambello di rosso, attraversante (citato in (4) – Vol. III pag. 318 e in (18)) corona imperiale di oro su azzurro - lambello (3gocce) di rosso su - 3 pali di azzurro su argento (citato in LEOM) |
|        | Galeffi (Cesena, Torino) d'azzurro alla fascia di rosso sulla quale si posa un gallo al naturale, accompagnato da una stella d'oro nel canton destro del capo (citato in (4) – Vol. III pag. 318) fascia di rosso su azzurro - gallo al naturale posato sulla fascia mirante - stella (6 raggi) di oro in alto a sinistra su azzurro (citato in LEOM) |
|        | Galeffi di rosso al castello turrito di tre pezzi d'argento sorgente da un mare al naturale (citato in (4) – Vol. III pag. 318) |
|        | Galeffi (Toscana) (DE) In Rot über 1 blauen Schildfuß 1 1 grünen Boden besetzende dreitürmige naturfarbene Burg mit naturfarbenem Tor und Fallgitter (citato in (28)) |
|        | Galeffi Cappelletti (Pescia) partito: nel 1º di rosso al castello turrito di tre pezzi d'argento sorgente da un mare al naturale (Galeffi); nel 2º d'azzurro a tre cappelli male ordinati di nero (Cappelletti) (citato in (4) – Vol. III pag. 318) castello a 3 torri la centrale più alta di argento uscente da mare al naturale su rosso - 3 cappelli di nero posti 1,2 su azzurro (citato in LEOM) |
|        | Galeffi Cappelletti (Pescia, Pisa, Firenze) Di rosso, al castello turrito di tre pezzi d'argento, fondato sulla roccia al naturale, sorgente dal mare dello stesso alias Di rosso, al castello turrito di tre pezzi d'argento, sorgente dal mare di verde alias Di..., al castello turrito di tre pezzi di..., accompagnato in punta da un monte di sei cime di... alias Di rosso, al castello turrito di tre pezzi d'argento, fondato sulla roccia al naturale alias Di..., al castello turrito di tre pezzi di... alias D'azzurro, a tre cappelli di nero, 2.1 alias Partito: nel 1?? di rosso, al castello turrito di tre pezzi d'argento, fondato sulla roccia al naturale, sorgente dal mare dello stesso; nel 2?? d'azzurro, a tre cappelli di nero, 2.1 (citato in (15)) |
|        | Galeota e Capece Galeota Inquartato: nel 1° e 4° d'argento a tre fasce innestate d'azzurro con un rastrello a tre denti di rosso nel punto del capo ed attraversante; nel 2° e 3° di nero al leone d'oro coronato del medesimo (citato in DAlena) |
|        | Galeota o Galeoti o Galioti (Messina) d'azzurro, a tre bande ondate d'argento ed un lambello di rosso di tre pendenti attraversante sul tutto (citato in Mango e in (25)) Notizie storiche in Famiglie nobili di Sicilia. |
|        | Galeotti (Pescia, Pisa, Siena, Firenze) D'argento, al leone di rosso, coronato d'oro (citato in (15)) |
|        | Galeotti (Pescia) (DE) In Silber 1 roter Löwe, überhöht von 1 goldenen Krone (citato in (28)) |
|        | Galeotti (Pistoia, Firenze) D'oro, al leone di rosso, e alla campagna d'azzurro caricata di una croce di sant'Andrea di rosso (citato in (15)) (DE) Über 1 blauen Schildfuß, darin 1 rotes Schrägkreuz, in Gold 1 roter Löwe (citato in (28)) alias D'azzurro, al leone d'oro, coronato dello stesso, e alla campagna di rosso caricata di una croce di sant'Andrea d'oro (citato in (15)) |
|        | Galeotti (Pistoia) (DE) Über 1 silbernen Schildfuß, darin 1 rotes Schrägkreuz, in Gold 1 roter Löwe (citato in (28)) |
|        | Galeotti (Volterra) D'argento, alla banda d'azzurro accompagnata in capo da un'ancora di tre bracci di ferro, legata di rosso, e in punta dal motto SPERO in caratteri di nero (citato in (15)) |
|        | Galeotti (Toscana) (DE) In Blau 1 silberner Schrägbalken, belegt der Figur nach mit 1 blauen Anker und senkrecht zur Figur mit dem schwarzen Wort SPERO (citato in (28)) |
|        | Galeotti (Cesena) (la blasonatura non è stata ancora caricata) (citato in BLCW) Immagine in Blasone Cesenate. |
|        | Galeotti Flori (Firenze) d'argento al leone di rosso coronato d'oro (citato in (4) – Vol. III pag. 318) leone rampante di rosso coronato di oro su argento (citato in LEOM) |
|        | Galeotti Flori (Firenze) leone rampante troncato al naturale e di rosso coronato di oro su argento (citato in LEOM) |
|        | Galeotti Ottieri della Ciaja (Chiusi, Roma, Palazzo di Piero) partito e semitroncato nel 1º d'argento al leone di rosso, coronato d'oro; nel 2º d'azzurro al monte di cinque cime d'oro sostenente un'aquila di nero, coronata d'oro, col volo abbassato, rivolta; nel 3º troncato d'azzurro e di verde al levriere al naturale, collarinato d'oro, ritto e attraversante (citato in (4) – Vol. III pag. 319) leone rampante di rosso coronato di oro su argento - aquila rivolta ali abbassate (volo) di nero coronata di oro su monte a 5 cime di oro uscente dalla partizione su azzurro - cane levriere rampante al naturale collarinato di oro su troncato di azzurro e di verde (citato in LEOM)                                                                          |
|        | Galerana (Napoli) 2 ceppi di vite pampinosi di verde incrociati per 3 volte su oro - bordura composta di argento e di rosso (citato in LEOM) |
|        | Galessi o Galessi Filippo o Galessi Filippo del Bue (Toscana) (DE) In Rot 1 rotkehliger und rotbekammter naturfarbener Hahn mit goldenem Schnabel und Beinen, oben begleitet von 1 silbernen Lilie und 1 grünen Schildfuß besetzend (citato in (28)) |
|        | Galetti (Cesena) (la blasonatura non è stata ancora caricata) (citato in BLCW) Immagine in Blasone Cesenate. |

### Galg
| Stemma | Casato e blasonatura |
| ------ | --- |
|        | Galgana (Sicilia) d'azzurro, con una banda accompagnata in capo da due stelle ed in punta da una branca di leone recisa e posta in fascia, il tutto d'oro. Corona di barone (citato in (25)) Notizie storiche in Famiglie nobili di Sicilia. |
|        | Galganetti (Colle Brianza) d'argento a sei palle di rosso, tre, due e uno; al capo di rosso ai bastoni pomati e decussati d'oro (citato in (4) – Vol. III pag. 319) 6 palle di rosso poste in piramide rovesciata su argento - 2 scetri gigliati di oro incrociati su rosso in capo (citato in LEOM) |
|        | Galganetti (Colle, Firenze) Troncato: nel 1º di rosso, a due scettri (o bastoni) doppiogigliati decussati d'oro; nel 2º d'argento, a sei palle di rosso, 3.2.1 alias Partito: nel 1º d'oro, a sei palle di rosso, 3.2.1; nel 2º d'azzurro, a due bastoni doppiogigliati decussati d'oro alias Partito: nel 1º d'azzurro, a due bastoni doppiogigliati decussati d'oro; nel 2º losangato di rosso e d'oro; con il capo d'oro, caricato di sei palle di rosso, 3.2.1 (citato in (15)) (Immagine nella Raccolta stemmi Trippini (JPG).) |
|        | Galgani (Siena) Bandato di sei pezzi d'argento e di rosso, al capo d'azzurro caricato di un crescente montante d'oro, e abbassato sotto il capo dell'Impero (citato in (15)) |

### Gali
| Stemma | Casato e blasonatura |
| ------ | --- |
|        | Galiani (Napoli) di azzurro alla torre al naturale sormontata da un gallo al naturale fissante una stella d'argento posta nel cantone sinistro del capo (citato in (4) – Vol. III pag. 319) torre al naturale uscente dalla punta cimata da - un gallo rivolto dello stesso su azzurro - stella (5 raggi) di argento in alto a destra su azzurro (citato in LEOM) |
|        | Galifi o Alifia (Agrigento, Palermo) Titolo: barone di Ranciditi o Ricalciditi d'oro, all'elefante passante sulla pianura erbosa al naturale, sormontato da un sole di rosso, orizzontale destro (citato in (4) – Vol. III pag. 320 e in (25)) elefante passante al naturale su terrazzo dello stesso su oro - sole di rosso uscente dal canton sinistro del capo su oro (citato in LEOM) alias d'oro, all'elefante di nero, fermo e guardante i raggi della luna d'argento, orizzontale destro (citato in (4) – Vol. III pag. 320 e in (25)) elefante fermo di nero su terrazzo al naturale su oro - luna figurata di argento uscente dal canton sinistro del capo su oro (citato in LEOM) Notizie storiche in Famiglie nobili di Sicilia. |
|        | Galigai (Firenze, Prato) D'oro, a quattro catene d'azzurro uscenti dai quattro angoli dello scudo e unite in cuore da un anello dello stesso (citato in (15)) |
|        | Galigai (Toscana) (DE) In Gold 4 anstoßende silber-blaue? Ketten, schragenweise gelegt und durch 1 silbernen Ring verbunden (citato in (28)) |
|        | Galigari (Firenze) D'azzurro, a due destrocheri d'argento posti l'uno sull'altro, vestiti di rosso e impugnanti insieme un fascio di tre rami di verde (citato in (15)) |
|        | Galigari (Firenze) D'azzurro, all'aquila dal volo abbassato d'oro (citato in (15)) |
|        | Galilei (Firenze) D'oro, alla scala di tre pioli di rosso (citato in (15)) (DE) In Gold 1 dreisprossige rote Leiter (citato in (28)) (Immagine nella Raccolta stemmi Trippini (JPG).) (la blasonatura non è stata ancora caricata) (Immagine nella Raccolta stemmi Topoguz.) alias D'oro, alla scala di tre pioli di rosso, accompagnata dalle lettere V e G in caratteri di... (citato in (15)) |
|        | Galimberti (San Pietro la Bragola, Crescentino, Torino) Titolo: baroni troncato: al 1º d'oro all'aquila coronata, di nero; al 2º di rosso, al gallo d'argento, colla fascia sulla partizione, scaccata di due file d'argento e di rosso (citato in (4) – Vol. III pag. 320) Troncato, al 1° d'oro, all'aquila coronata, di nero, al 2° di rosso, al gallo di argento, con la fascia sulla partizione, scaccata di due file e nove pezzi, d'argento e di rosso (citato in (18)) fascia scaccata (2file) di argento e di rosso su troncato di oro e di rosso - aquila coronata di nero su oro - gallo di argento su rosso (citato in LEOM) |
|        | Galimberti Faussone di Germagnano (Lombardia, Milano) Titolo: conti Inquartato di Galimberti e di Faussone Motto: Una fides - Esperons en Dieu (citato in (18)) |
|        | Galimi (Tropea) (la blasonatura non è stata ancora caricata) (Immagine nella Raccolta stemmi Trippini (JPG).) |
|        | Galisai (Nuoro, Orosei) troncato: al 1º di rosso a due galli di argento combattenti sulla pianura di verde; al 2º di azzurro a tre pali d'oro (citato in (4) – Vol. III pag. 321) 2 galli di argento affrontati su terrazzo di verde su rosso - 3 pali di oro su azzurro (citato in LEOM) Cimiero: elmo da nobile ornato dei lambrecchini degli smalti dello scudo |
|        | Galisci (Toscana) (DE) 1 dreisprossige Leiter (citato in (28)) |
|        | Galivari (Venezia) (FR) Écartelé d'argent et de sable, à une étoile (8) de l'un en l'autre. (citato in http://www.euraldic.com/lasu/bl/bl_g_al.html) |
|        | Galiziani (Pistoia) Di rosso, allo scaglione rovesciato di vaio, accompagnato in capo da una ghirlanda di verde (citato in (15)) |
|        | Galizzi (Val Brembana) Spaccato; nel 1° d'azzurro, al gallo al naturale, passante; nel 2° di rosso pieno; colla fascia di nero attraversante sulla partizione (citato in Stemmi della Val Brembana (archiviato dall'url originale il 6 gennaio 2013).) |

### Galla
| Stemma | Casato e blasonatura |
| ------ | --- |
|        | Gallaccini (Firenze) D'oro, al gallo fermo di nero (citato in (15)) |
|        | Gallaccini (Toscana) (DE) In Gold 1 schreitender rotkehliger und rotbekammter schwarzer Hahn (citato in (28)) |
|        | Gallamano o Gallaman (Asti, Cherasco) D'argento, alla banda di nero Motto: Deo naturae et virtuti (citato in (18)) |
|        | Gallarati (Milano) inquartato: al 1º e 4º di oro all'aquila di nero, coronata del campo; al 2º e 3º d'argento alla colonna di marmo bianco, coronata di oro, accollata d due viti con tre giri, al naturale, colla bordura composta di oro e d'azzurro (citato in (4) – Vol. III pag. 321) aquila di nero coronata di oro su oro - colonna di argento coronata di oro accollata di una vite al naturale su argento - bordura composta di oro e di azzurro (citato in LEOM) Ornamenti: lo scudo, per i maschi, sarà sormontato da elmo e corona da nobile e ornato di cercine e svolazzi d'oro, d'argento e d'azzurro e di nero; per le femmine, omessi tutti gli altri ornamenti, sarà sormontato dalla sola corona da nobile e posto tra due rami di palma al naturale, divergenti e decussati sotto la punta dello scudo |
|        | Gallarati (Milano) inquartato: di oro all'aquila di nero coronata del campo e d'argento a due ceppi di vite, fogliati di otto e fruttati di due pezzi, decussati e ridecussati al naturale, nodriti sulla punta dello scudo, che ha la bordura composta d'oro e di azzurro (citato in (4) – Vol. III pag. 322) aquila di nero coronata di oro su oro - colonna di argento coronata di oro accollata di una vite al naturale su argento - bordura composta di oro e di azzurro (citato in LEOM) |
|        | Gallarati (Seprio, Milano) Titolo: marchesi di Cerano; signori di Piovera D'argento, alla vite pampinosa, decussata e ridecussata, di verde, con la bordura composta d'oro e d'azzurro alias Inquartato, al 1° e al 4° d'oro, all'aquila di nero, coronata del campo, al 2° e 3° d'argento, alla colonna di marmo, al naturale, coronata d'oro, accollata di una vite fruttifera e pampinosa, al naturale; alla bordura composta d'oro e d'azzurro alias Inquartato, al 1° e al 4° d'oro, all'aquila di nero, con il volo abbassato, coronata del campo, al 2° e 3° d'argento, alla colonna di marmo, al naturale, coronata d'oro, accollata di una vite fruttifera e pampinosa, al naturale, con la bordura composta d'argento e d'azzurro alias Inquartato, al 1° e al 4° d'oro, all'aquila di nero, coronata del campo, al 2° e 3° d'argento, alla colonna di marmo, al naturale, coronata d'oro, accollata di una vite fruttifera e pampinosa, al naturale, con la bordura composta d'oro e d'azzurro (citato in (18)) |
|        | Gallarati e Gallarati Scotti (Milano) inquartato: al 1º e 4º controinquartato: di oro all'aquila di nero coronata del campo e d'argento a due ceppi di vite, fogliati di otto e fruttati di due pezzi, decussati e ridecussati al naturale, nodriti sulla punta dello scudo, che ha la bordura composta d'oro e di azzurro (Gallarati); al 2º e 3º palato d'oro e di rosso, il secondo palo d'oro caricato di un'aquila di nero coronata del campo (Scotti) (citato in (4) – Vol. III pag. 322) inquartato : 1° e 4° controinquartato : aquila di nero coronata di oro su oro - 2 tralci di vite incrociati per 2 volte al naturale uscenti dalla partizione su argento - bordura composta di oro e di azzurro - 2° e 3° palato di oro e di rosso il secondo palo di oro caricato di una aquila di nero coronata di oro (citato in LEOM) Ornamenti: due elmi affrontati, quello di destra col cimiero di un anfistero verde linguato di rosso, col volo guernito di penne di pavone, nascente, e col cercine e gli svolazzi d'argento e d'azzurro; quello di sinistra col cimiero di un'aquila di nero, coronata d'oro, nascente e con cercine e svolazzi d'oro e di rosso; il tutto sotto il manto e la corona da principe (per il titolare e per i suoi discendenti successori nei titoli). Quanto agli altri discendenti, lo scudo, omesso il manto e la corona da principe, sarà, se maschi, sormontato da corona di nobile, coi due elmi, cimieri e svolazzi sopra descritti; se femmine, omessi anche gli elmi, i cimieri e gli svolazzi, lo scudo sarà sormontato dalla sola corona da nobile e posto fra due rami di palma al naturale divergenti e decussati sotto la punta dello scudo |
|        | Gallarati (Napoletano) Titolo: principe di Molfetta; duca di San Pietro in Galatina d'azzurro alla banda sormontata da una stella (8) e accostata in punta da altra stella, il tutto d'oro (citato in (24)) Notizie storiche in Nobili napoletani. |
|        | Gallarati Scotti (Milano) Titolo: marchesi di Cerano; principi di Molfetta; duchi di San Pietro a Galantina; conti; conti di Colturano Inquartato, al I e IV controinquartato, al 1° e 4° d'oro, all'aquila di nero, coronata del campo, al 2° e 3° d'argento, alla colonna di marmo, al naturale, coronata d'oro, accollata di una vite fruttifera e pampinosa, al naturale; alla bordura composta d'oro e d'azzurro; al II e III palato d'oro e di rosso, il secondo palo d'oro caricato di un'aquila di nero, coronata d'oro alias Di rosso, a tre pali d'oro, il secondo palo d'oro caricato di un'aquila di nero, coronata d'oro (citato in (18)) |
|        | Gallarati Scotti (Molfetta) inquartato, nel 1° e 4° d'oro, all'aquila di nero coronata del campo; nel 2° e 3° d'argento, alla colonna di marmo al naturale coronata d'oro e accollata da una vite al naturale, fruttifera e pampinosa, alla bordura d'oro e d'azzurro Motto: Praesentia moderare futura praevide, praeterita recondere (citato in ) |
|        | Gallarati Scotti (Napoletano) (la blasonatura non è stata ancora caricata) (citato in (24)) |
|        | Gallardi (Napoletano) (la blasonatura non è stata ancora caricata) (citato in (24)) |

### Galle
| Stemma | Casato e blasonatura |
| ------ | --- |
|        | Gallea (Alba) troncato: al 1º d'azzurro alla fenice d'argento, sulla sua immortalità di rosso, fissante un sole d'oro posto nell'angolo destro; al 2º di rosso a due leoni d'oro, affrontati, sostenenti un elmo d'argento, chiuso, posto di fronte; colla fascia d'argento in divisa, sulla partizione (citato in (4) – Vol. III pag. 324) fascia di argento su troncato di azzurro e di rosso - fenice di argento sulla sua immortalità di rosso mirante - sole raggiante di oro in alto a sinistra - 2 leoni controrampanti di oro sostenenti con le zampe anteriori un elmo di argento in maestà su rosso (citato in LEOM) |
|        | Galleani (Torino) bandato di azzurro e d'oro, col capo di rosso, carico di un leone d'oro, passante Cimiero. angelo vestito d'azzurro, nascente, tenente colla destra un dardo, all'ingiù, colla sinistra un pomo d'oro Motto: Deo dante (citato in (4) – Vol. III pag. 324 e 325) |
|        | Galleani (Mentone, Torino, Dronero) Titolo: conte di Agliano, Caravonica bandato di azzurro e d'oro, col capo di rosso, carico di un leone d'oro, illeopardito (citato in (4) – Vol. III pag. 326) bandato di azzurro e di oro - leone passante di oro su rosso in capo (citato in LEOM) Cimiero: angelo vestito d'azzurro, nascente, tenente colla destra un dardo, all'ingiù, colla sinistra un pomo d'oro / un angelo, qual nella destra tiene un dardo, e nella sinistra un vaso Motto: Deo dante |
|        | Galleani (Nizza) Titolo: conti di Ascros, Caravonica, Todone, Torretta Revest, Utelle; signori di Revest; consignori di Castelnuovo Bandato d'azzurro e d'oro, con il capo di rosso carico di un leone d'oro, illeopardito alias Troncato, al 1° di rosso, al leone coronato e illeopardito, d'oro, al 2° d'oro, a tre bande d'azzurro (citato in (18)) |
|        | Galleani troncato di rosso al leone d'oro, coronato e illeopardito, a di azzurro a tre bande di oro Cimiero: il gallo Motto: Deo dante (citato in (4) – Vol. III pag. 326) |
|        | Galleani (Dronero, Saluzzo, Torino) Titolo: conti di Agliano; consignori di Costigliole Saluzzo; conti di Caravonica Bandato d'azzurro e d'oro, con il capo di rosso carico di un leone d'oro, illeopardito Motto: Deo dante (citato in (18)) |
|        | Galleani (Torino, Pinerolo) Bandato d'azzurro e d'oro, con il capo di rosso carico di un leone d'oro, illeopardito Motto: Deo dante (citato in (18)) |
|        | Galleani (Torino) Troncato, al 1° di rosso, al leone coronato e illeopardito, d'oro, al 2° d'azzurro, a tre bande d'oro (citato in (18)) |
|        | Galleani (Torino) 3 bande di azzurro su oro - leone passante coronato di oro su rosso in capo (citato in LEOM) |
|        | Galleani o Galeani o Galean (Bologna, Torino) Titolo: conti di Barbaresco, Canelli, Trezzo D'azzurro, a tre bande d'oro, con il capo del primo, carico di un leone illeopardito, riguardante, del secondo (citato in (18)) |
|        | Galleani (Piemonte, Aosta) Di rosso, alla banda d'argento, carica di tre elmi di nero, accompagnata da due stelle d'oro (citato in (18)) |
|        | Galleani (Bra) D'argento, a tre bande d'azzurro, con il capo di rosso carico di un leone d'argento, illeopardito Motto: Deus et robur (citato in (18)) |
|        | Galleani di Saint Ambroise (Ventimiglia) Titolo: baroni Bandato d'azzurro e d'oro, con il capo di rosso carico di un leone d'oro, illeopardito alias D'argento, alla banda d'oro, orlata di nero, accompagnata da due rose, di rosso (citato in (18)) |
|        | Galleani Napione (Torino) partito: nel 1º troncato di rosso al leone d'oro, coronato e illeopardito, a di azzurro a tre bande di oro (Galleani); nel 2º di azzurro a tre navoni, ordinati in fascia, sormontati da tre stelle, male ordinate, il tutto d'oro (Napione) (citato in (4) – Vol. III pag. 326 e in (18)) leone passante coronato di oro sulla partizione su rosso - 3 bande di oro su azzurro - 3 navoni (cavoli) posti in fascia sormontati da - 3 stelle (5 raggi) poste 1,2 tutto di oro su azzurro (citato in LEOM) Cimiero: il gallo (Galleani). Leone tenente una stella, il tutto d'oro, nascente Motto: Deo dante (Galleani). De coelo ad coelum (Napione) |
|        | Galleano o Galleani (Ventimiglia) bandato d'oro e d'azzurro, al capo di rosso carico di un leone passante d'oro alias la suddescritta arma si trova anche sinistrata (citato in (4) – Vol. III pag. 327) bandato di oro e di azzurro - leone passante di oro su rosso in capo (citato in LEOM) |
|        | Gallearda (Canavese) D'argento, al capo di rosso, con lettera S di nero, attraversante (citato in (18)) |
|        | Gallego o Galliego (Messina, Palermo) Titolo: barone di Cirami, Militello; marchese di S. Agata; principe di Militello inquartato in croce di S. Andrea; nel 1° d'oro, all'aquila spiegata e coronata di nero; nel 2° d'argento, alla croce di verde dell'ordine d'Alcantara; nel 3° di rosso, a cinque conchiglie d'argento, ordinate in croce di S. Andrea; nel 4° di rosso, all'albero di quercia sradicato al naturale, fogliato d'oro, attraversato nel tronco da un cignale di nero, inseguito e afferrato nella coscia da un cane d'argento (citato in Mango) inquartato in croce di s. Andrea, al capo d'oro con l'aquila spiegata e coronata di nero; in punta di rosso con cinque conchiglie d'argento ordinate in s.Andrea; fiancheggiato a destra d'argento, con la croce fiorente di verde, ed a sinistra di rosso con albero di quercia al naturale a rami d'oro, accostato da un cane d'argento mordente la coscia d'un cinghiale al naturale (citato in (25)) Corona di principe Notizie storiche in Famiglie nobili di Sicilia. |
|        | Gallegra o Allegra (Roma, Genova, Termini Imerese, Palermo, Polizzi, Mistretta) Titolo: nobile, baroni di San Giuseppe d'azzurro, alla banda scaccata d'oro e di verde di due file (citato in (4) – Vol. III pag. 327, in (5), in (19) e in Mango) d'azzurro, con una banda di due file a scacchi d'oro e di verde (citato in (25)) banda scaccata (2file) di oro e di verde su azzurro (citato in LEOM) alias d'azzurro, troncato con un filetto di nero; sopra: alla torre d'oro, aperta e finestrata di nero a cinque merli; sotto; alla banda scaccata di due file d'oro e di verde (citato in (4) – Vol. III pag. 327, in (19) e in (25)) filetto in fascia di nero su azzurro - torre merlata di 5 pezzi alla guelfa di oro uscente dal filetto aperta e finestrata di nero su azzurro - banda scaccata (2file) di oro e di verde su azzurro in basso (citato in LEOM) alias troncato: nel 1º d'azzurro, alla torre merlata d'oro, aperta e finestrata di nero; nel 2º d'azzurro, alla banda scaccata di due file di verde e di oro, accompagnata in capo da tre bisanti d'oro, 2 e 1 (citato in (4) – Vol. III pag. 327 e in (19)) torre merlata alla guelfa di oro uscente dalla partizione aperta e finestrata di nero su azzurro - banda scaccata (2file) di verde e di oro su azzurro - 3 palle di oro poste 2,1 in alto a destra su azzurro (citato in LEOM) Notizie storiche in Famiglie nobili di Sicilia. Ulteriori notizie storiche in Famiglie nobili di Sicilia. |
|        | Gallelli (Badolato) Titolo: barone di Badolato, patrizio di Stilo, conte di Pago e Nona, patrizio di Zara Troncato nel 1° d'oro, all'aquila spiegata di nero coronata, rostrata e armata del campo, linguata di rosso, movente dalla troncatura, nel 2° d'oro alla terrazza di verde sostenente una volpe salente al naturale, con l testa rivolta e sinistrata da un gallo della volpe, passante, imbeccato, crestato e barbato di rosso (citato in (19)) |
|        | Gallenga (Canavese, Parma, Inghilterra, Roma) Nome d'uso: Gallenga Stuart Titolo: conti troncato: sopra d'oro al gallo di nero, bargigliato e crestato di rosso; sotto, di rosso al leone passante d'argento (citato in (4) – Vol. III pag. 328) Troncato, al 1° d'oro, al gallo di nero, barbigliato e crestato di rosso, al 2° di rosso, al leone illeopardito d'argento (citato in (18)) gallo di nero crestato e barbato di rosso su oro - leone passante di argento su rosso (citato in LEOM) Motto: Vigil et fortis |
|        | Gallenti (Caltagirone) troncato d'oro e d'azzurro, al gallo al naturale attraversante (citato in Mango) |
|        | Gallerani (Siena) D'oro, a tre fasce ondate di rosso (citato in (15)) |
|        | Galleri (Padova) Gallo (citato in DAlena) |
|        | Gallelse di rosso al gallo al naturale (citato in (4) – Vol. III pag. 659) |
|        | Gallese partito 1º di argento alla croce di Sant'Andrea d'azzurro accantonata da 4 mosche di armellino di nero; 2º di rosso al gallo al naturale (citato in (4) – Vol. III pag. 660) |
|        | Gallesi (Firenze) Di rosso, al gallo fermo di nero, imbeccato d'oro e crestato e barbato di rosso, posto sul terreno al naturale, e accompagnato da un giglio d'oro nel cantone sinistro del capo (citato in (15)) |
|        | Gallesio (Piemonte) Gallo (citato in DAlena) |
|        | Gallesio o Gallesio Piuma (Finalborgo) D'azzurro, al gallo coronato, fissante il sole orizzontale destro, il tutto d'oro, fermo sulla vetta di un monte verdeggiante, al naturale; con il capo d'argento, carico di un leone rosso, illeopardito, passante sulla partizione (citato in (18)) |
|        | Gallesio Piuma (Finalborgo) d'azzurro al monte di 3 vette di verde moventi dalla punta dello scudo, al gallo fermo sulla vetta di mezzo, accompagnato in capo da una stella (6) e da un sole orizzontale spuntante dal cantone destro del capo, il tutto d'oro, col capo di argento al leone illeopardito di rosso stringente nella zampa destra una bacchetta di azzurro passante sulla partizione (citato in (4) – Vol. III pag. 329) gallo di oro su monte a 3 cime di verde uscente dalla punta su azzurro - sole uscente dal cantone sinistro del capo di oro su azzurro - stella (6 raggi) di oro in alto su azzurro - leone passante sulla partizione di rosso stringente nella zampa destra una bacchetta di azzurro su argento in capo (citato in LEOM) Sostegni: due leoni stringenti ciascuno una banderuola, quello di destra al capo dello stemma, quello di sinistra al corpo dello stemma |
|        | Galletta (Messina) d'azzurro, al monte di tre cime d'oro, movente dalla punta, sostenente un galletto al naturale (citato in Mango) |
|        | Galletti (Firenze, Monte San Savino, Arezzo) trinciato di argento e di nero, al gallo di nero posto nel primo e posato sopra la partizione (citato in (4) – Vol. III pag. 330 e 331) Trinciato d'argento e di nero, al gallo fermo del secondo nel primo, sostenuto dalla partizione (citato in (15)) |
|        | Galletti (Firenze, Arezzo) gallo di nero posto sull'argento del trinciato abbassato di argento e di nero (citato in LEOM) |
|        | Galletti (Toscana) (DE) In silber-schwarz schräggeteiltem Feld 1 schreitender rotkehliger und rotbekammter naturfarbener Hahn mit goldenen Beinen schräggelegt oben auf der Teilungslinie (citato in (28)) |
|        | Galletti (Palermo, Messina) Titolo: barone di Santa Rosalia e Cancimino, Bobile, Fiumesalato, Castania; marchese di San Cataldo, Santa Marina; principe di Fiumesalato, Roccapalumba poi Soria; nobile dei marchesi di San Cataldo; nobile dei baroni di Santa Rosalia e Ciancimino; nobile d'azzurro, alla fascia d'oro, accompagnata in capo da un'aquila, rivoltata al naturale; in punta da una quercia, nodrita nella pianura erbosa, addestrata da un galletto, ardito e rivoltato al naturale, sinistrato da una corona d'oro (citato in (4) – Vol. III pag. 331, in (19), in Mango e in (25)) fascia di oro su azzurro - aquila rivolta al naturale in alto su azzurro - albero di quercia su pianura erbosa al naturale su azzurro - gallo rivolto al naturale a sinistra - corona di oro a destra su azzurro (citato in LEOM) alias d'oro, all'albero di quercia al naturale, addestrato da un gallo di nero, crestato, beccato, barbuto ed armato di rosso, sormontato da un'aquila spiegata di nero (citato in (4) – Vol. III pag. 331, in (19), in Mango e in (25)) albero di quercia al naturale sradicato su oro accompagnato - a sinistra da un gallo di nero crestato e barbato di rosso su oro - aquila di nero in alto su oro (citato in LEOM) alias d'oro, alla quercia sradicata al naturale, addestrata da un gallo ardito al naturale (citato in (4) – Vol. III pag. 331, in (19), in Mango e in (25)) albero di quercia al naturale sradicato su oro accompagnato - a sinistra da un gallo al naturale su oro (citato in LEOM) alias d'oro, alla quercia sradicata al naturale, accostata a destra in punta da un galletto al naturale (citato in (4) – Vol. II pag. 588) Corona di principe Notizie storiche in Famiglie nobili di Sicilia. Ulteriori notizie storiche in Famiglie nobili di Sicilia. |
|        | Galletti (Empoli) Di..., alla fascia abbassata di..., sostenente un gallo posato rivolto di... (citato in (15)) |
|        | Galletti (Firenze) Di..., al gallo di..., posato sul monte di sei cime di... e accompagnato ai lati da due stelle a otto punte di... (citato in (15)) |
|        | Galletti (Pisa, Firenze) D'oro, all'albero sradicato al naturale, addestrato da un gallo fermo di nero (citato in (15) e in DAlena) alias D'oro, all'albero sradicato al naturale, sormontato da un'aquila dal volo spiegato di nero, coronata del campo, e addestrato da un gallo fermo di nero, crestato e barbato di rosso (citato in (15) e in DAlena) alias D'oro, all'albero sradicato al naturale, sormontato da un'aquila bicipite dal volo spiegato di nero, coronata del campo, e addestrato da un gallo fermo di nero, crestato e barbato di rosso (citato in (15) e in DAlena) (DE) In Gold 1 naturfarbener Laubbaum, oben begleitet von 1 von 1 silbernen Krone überhöhten schwarzen Doppeladler, 1 natürlichen grünen Boden besetzend und rechts überdeckt von 1 schreitenden rotkehligen und rotbekammten naturfarbenen Hahn mit goldenen Beinen (citato in (28)) alias D'oro, all'albero sradicato al naturale, sormontato da un'aquila bicipite di nero, e addestrato da un gallo fermo rivolto di nero (citato in (15) e in DAlena) alias D'oro, all'albero sradicato al naturale, sormontato da uno scudetto rotondo del campo, bordato di nero, caricato di un'aquila dal volo abbassato di nero, l'albero addestrato da un gallo fermo di nero, crestato e barbato di rosso (citato in (15) e in DAlena) alias D'oro, all'albero al naturale nodrito sul terreno dello stesso, sormontato da un'aquila dal volo spiegato di nero, coronata del campo, e addestrato da un gallo ardito al naturale (citato in (15) e in DAlena) |
|        | Galletti (Pisa) (DE) In Gold 1 naturfarbener Laubbaum, 1 natürlichen grünen Boden besetzend und am Stamm überdeckt von 1 schreitenden rotkehligen und rotbekammten naturfarbenen Hahn (citato in (28)) |
|        | Galletti (Siena) D'oro, alla fascia di rosso sostenente un gallo ardito di nero alias D'oro, alla fascia di rosso sostenente un gallo fermo di nero (citato in (15)) |
|        | Galletti (Cesena) (la blasonatura non è stata ancora caricata) (citato in BLCW) Immagine in Blasone Cesenate. |
|        | Galletti da Ricorboli (Firenze) D'argento, alla rosa di rosso, bottonata d'oro (citato in (15)) |

### Galli
| Stemma | Casato e blasonatura |
| ------ | --- |
|        | Galli (Firenze) d'argento, al monte di 3 cime di rosso sormontato in vetta di un gallo crestato di rosso (citato in (2) – pag. 214) |
|        | Galli (Firenze) d'azzurro, al gallo di nero membrato e imbeccato d'oro crestato e bargigliato di rosso (citato in (2) – pag. 283 e in DAlena) |
|        | Galli (Pontremoli) troncato: di argento al gallo al naturale fermo sulla troncatura: e di azzurro a tre stelle di otto raggi, d'oro (citato in (4) – Vol. III pag. 333) gallo al naturale fermo sulla troncatura su argento - 3 stelle (8 raggi) di oro poste 2,1 su azzurro (citato in LEOM) |
|        | Galli (Piacenza, Cremona) di rosso al gallo passante al naturale (citato in (4) – Vol. III pag. 333) gallo passante al naturale su rosso (citato in LEOM) di rosso ad un gallo passante al naturale (citato in BLCR) Immagine in Blasonario Cremonese (archiviato dall'url originale il 5 marzo 2017). alias d'oro al gallo al naturale (citato in (4) – Vol. III pag. 333) gallo passante al naturale su oro (citato in LEOM) d'oro, al gallo passante al naturale (citato in BLCR) Immagine in Blasonario Cremonese (archiviato dall'url originale il 5 marzo 2017). |
|        | Galli (Recanati) partito: nel 1º troncato: sopra d'azzurro alla cotta d'armi di rosso, con collare e crocetta d'oro, sormontata da un ramo di rosa fiorito di tre pezzi di rosso e gambuto di verde; sotto scaccata di argento e di nero; nel 2º d'azzurro a tre monti d'argento, accostati, uscenti dalla punta; su quel di mezzo una spada al naturale in palo con la punta in alto, sormontata da una stella di sei raggi d'oro. Sul tutto uno scudetto d'oro al monte di tre cime di verde all'italiana sostenente un gallo di nero, unghiato, bargigliato e crestato di rosso, sormontato da tre stelle di sei raggi dello stesso ordinate in fascia (citato in (4) – Vol. III pag. 335) |
|        | Galli (Nocera Inferiore) gallo di nero su monte a 3 cime di verde uscente dalla punta - 3 stelle (6 raggi) di rosso in alto poste in fascia su scudetto di oro su - cotta d'armi di rosso con collana e crocetta di oro su azzurro - ramo di rosa fiorito di 3 pezzi di rosso stelato e fogliato di verde su azzurro - scaccato di argento e di nero - spada in palo punta in alto al naturale su monte a 3 cime di argento uscente dalla punta su azzurro - stella (6 raggi) di oro in alto su azzurro (citato in LEOM) |
|        | Galli (Cherasco) di argento, al gallo di nero, ardito, crestato e bargigliato di rosso, sostenuto da un monte di verde, di tre cime (citato in (4) – Vol. III pag. 335) gallo di nero crestato e barbato di rosso su il più alto di 3 monti al naturale di verde uscenti dalla punta su argento (citato in LEOM) |
|        | Galli (Torino) d'argento a tre bande di nero; col capo del primo, cucito, e carico del gallo del secondo, barbato e crestato di rosso; il tutto colla bordura composta di argento e di nero (citato in (4) – Vol. III pag. 336) 3 bande di nero su argento - gallo di nero crestato e barbato di rosso su argento in capo - bordura composta di argento e di nero (citato in LEOM) alias di azzurro, alla campagna di verde, cucita; col gallo d'argento, ardito, barbato e crestato di rosso, coronato d'oro (citato in (4) – Vol. III pag. 336) gallo di argento crestato e barbato di rosso coronato di oro su terrazzo di verde su azzurro (citato in LEOM) Motto: Pulcher in pace fortis in bello. alias Aime et combat de mesme |
|        | Galli (Firenze) D'argento, a tre animali (faine) rampanti di nero, 2.1 (citato in (15)) |
|        | Galli (Firenze) D'argento, alla banda di nero, accostata da due galli dello stesso, ognuno posato su un ramo di verde (citato in (15)) |
|        | Galli (Firenze, Fiesole) Troncato: nel 1º d'argento, a due galli fermi affrontati di nero, crestati e barbati di rosso; nel 2º di verde pieno alias Troncato: nel 1º d'argento, alla pianta di grano sradicata d'oro, spigata di tre pezzi dello stesso, accostata da due galli arditi affrontati di nero, crestati e barbati di rosso; nel 2º di verde pieno (citato in (15)) |
|        | Galli (Firenze) Di..., alla banda di tre gigli di..., posti nel senso della pezza, e accostata da due galli di..., ognuno posato su un ramo di... (citato in (15)) |
|        | Galli (Firenze) D'azzurro, al gallo di nero, imbeccato d'oro, crestato e barbato di rosso, fermo sulla cima di un monte di sei cime d'oro (citato in (15)) |
|        | Galli (Firenze) Di rosso, al gallo d'oro (citato in (15)) |
|        | Galli (Firenze) D'argento, alla banda di rosso, accostata da due galli arditi di nero, imbeccati d'oro, crestati e barbati di rosso (citato in (15)) |
|        | Galli (Pisa, Pontremoli) Troncato: nel 1º d'argento, al gallo di nero, imbeccato e membrato d'oro, crestato e barbato di rosso, posato sulla partizione; nel 2º d'azzurro, a tre stelle a otto punte d'oro, 2.1 alias Troncato: nel 1º d'argento, al gallo di nero, imbeccato e membrato d'oro, crestato e barbato di rosso, posato sulla partizione; nel 2º d'azzurro, a tre stelle a sei punte d'oro, 2.1 (citato in (15)) |
|        | Galli (Cherasco) Titolo: conti di Mantica D'argento, al gallo di nero, ardito, crestato e barbato di rosso, sostenuto da un monte di verde, di tre cime (citato in (18)) |
|        | Galli (Como, Torino) Titolo: conti della Loggia D'azzurro, alla campagna di verde, cucita, con il gallo di argento, ardito, barbato e crestato di rosso, coronato d'oro (arma antica) alias D'argento, a tre bande di nero, con il capo del primo cucito, carico del gallo del secondo, barbato e crestato di rosso, il tutto con la bordatura composta d'argento e di nero Motto: Pulcher in pace fortis in bello - Aime et combat de mesme (citato in (18)) |
|        | Galli o Gallo (Lucerame) Titolo: signori di Dosfraires D'argento, al tronco d'albero tagliato, di verde, su una terrazza al naturale, e sostenente un gallo, di nero alias D'argento, a un albero di verde, radicato su una campagna, al naturale, e caricato sul tronco d'albero da un gallo di nero, attraversante sul tutto (citato in (18)) |
|        | Galli (Saluzzo) D'oro, al gallo di nero, crestato di rosso, sostenuto da una campagna di verde (citato in (18)) |
|        | Galli (Toscana) di rosso, al gallo d'argento (DE) In Rot 1 silberner? Hahn (citato in (28)) |
|        | Galli (Toscana) (DE) In silber-silber schräggeteiltem Feld 2 schräggelegte schreitende rotkehlige und rotbekammte naturfarbene Hähne (citato in (28)) |
|        | Galli o Galli Iacobus (Toscana) (DE) In Silber 3 schräggelegte schreitende schwarze Tiere (Marder), 1:2 gestellt (citato in (28)) |
|        | Galli o Galli da Campi (Toscana) (DE) In Gold 1 schreitender rotkehliger und rotbekammter naturfarbener Hahn (citato in (28)) |
|        | Galli (Roma) (la blasonatura non è stata ancora caricata) (Immagine nell' Archivio Storico Capitolino (PDF).) |
|        | Galli (Firenze) (la blasonatura non è stata ancora caricata) (Immagine nella Raccolta stemmi Trippini (JPG).) |
|        | Galli (Tropea) D'azzurro al gallo al naturale passante su di una campagna di verde fissante una stella d'oro posta nel cantone destro del capo (citato in BLCL) |
|        | Galli (Tropea) Di azzurro al gallo del suo colore passante sul verde sinistrato nel campo da una stella (6 ?) di oro (citato in BLCL) Immagine e notizie storiche in Tropea Magazine. |
|        | Galli (Cesena) (la blasonatura non è stata ancora caricata) (citato in BLCW) Immagine in Blasone Cesenate. |
|        | Galli (Venezia) (FR) D'azur, à un coq au naturel, posé sur un mont de trois coupeaux de sinople, mouv. de la pointe de l'écu. (citato in http://www.euraldic.com/lasu/bl/bl_g_al.html) |
|        | Galli Angelini (Roma, San Miniato) di rosso, al monte all'italiana di tre cime d'oro, sostenente un gallo ardito d'oro, posato sulla vetta del monte, sormontato di tre stelle d'oro, di otto raggi, ordinate in fascia (citato in (4) – Vol. III pag. 334) gallo di oro su monte a 3 cime dello stesso uscente dalla punta su rosso - 3 stelle (8 raggi) di oro poste in fascia in alto su rosso (citato in LEOM) Cimiero: un volo spiegato d'oro Motto: De luce vigilo |
|        | Galli del Lion Bianco (Firenze) D'azzurro, all'albero di pino al naturale, nodrito sulla campagna dello stesso, e accostato da due galli affrontati di nero, crestati e barbati di rosso, posati sulla campagna stessa; il tutto accompagnato in capo da una stella a otto punte d'oro (citato in (15)) |
|        | Galli della Vipera (Firenze) Di rosso, al gallo di nero, crestato e barbato del campo, posato sulla cima di un monte di sei cime d'oro, e tenente nel becco un serpente al naturale, guizzante in palo; il tutto accompagnato in capo da una crocetta patente d'oro (citato in (15)) |
|        | Galli Tassi (Toscana) (DE) Geteilt: Oben in Silber 2 einwärtsgekehrte schreitende rotkehlige und rotbekammte naturfarbene Hähne, in der Mitte begleitet von 1 goldenen Weizenpflanze mit 3 Ähren, unten ledig grün (citato in (28)) (Immagine nella Raccolta stemmi Trippini (JPG).) |
|        | Galli Tassi Passerini (Firenze) d'argento a due galli di nero affrontati beccanti delle spighe di oro, il tutto sulla campagna di verde (citato in (4) – Vol. III pag. 333) 2 galli di nero crestati di rosso affrontati e beccanti - 4 spighe di oro poste a ventaglio uscenti da una unica pianta su terrazzo di verde su argento (citato in LEOM) |
|        | Galli Zugaro (Abruzzo) D'azzurro al gallo ardito d'oro terrazzato di verde, alla cometa d'oro posta nel cantone destro del capo (citato in DAlena) |
|        | Galli Zugaro (Popoli) di azzurro al gallo ardito sopra un monte di verde fissante una cometa ondeggiante in sbarra posta nel canton destro del capo, il tutto d'oro (citato in (4) – Vol. III pag. 336) gallo di oro su monte al naturale di verde uscente dalla punta su azzurro - cometa di oro posta in sbarra in alto a sinistra su azzurro (citato in LEOM) |
|        | Gallia e Gallia dal Pozzo (Alessandria) Titolo: consignori di Solero Inquartato, al 1° e 4° di Dal Pozzo, al 2° e 3° bandato di rosso e d'oro alias Fasciato d'azzurro e d'argento alias Inquartato, al 1° e 4° di (...), alla vera di pozzo, d'argento, sostenuta da due draghi di verde, affrontati, con le code intrecciate in decusse sotto il pozzo, al 2° e 3° d'oro, a tre bande di verde (citato in (18)) |
|        | Galliani (S. Arcangelo di Romagna, Bobbio) troncato: sopra d'azzurro ai bracci destro e sinistro, vestiti di verde, moventi dai lati dello scudo, impugnanti una punta di lancia d'argento volta all'insù; sotto, d'oro al braccio destro, come sopra impugnante una punta di lancia d'argento (citato in (4) – Vol. III pag. 337) 2 braccia uscenti dai lati opposti vestite di verde afferranti con la mano di carnagione una punta di lancia di argento posta in palo sull'azzurro del troncato di azzurro e di oro - braccio sinistro vestito di verde uscente da sinistra afferrante con la mano di carnagione una punta di lancia di argento posta in palo su oro (citato in LEOM) |
|        | Galliano o Galliani (Genova, Lodi, Rancio di Lecco (Como)) di argento alla croce di rosso accantonata in capo da due leoni affrontati al naturale e in punta da due galli affrontati pure al naturale (citato in (4) – Vol. III pag. 337) croce di rosso su argento accantonata - in alto da 2 leoni controrampanti al naturale - in basso da 2 galli affrontati dello stesso su argento (citato in LEOM) alias di argento alla fascia d'azzurro accostata in capo da un palo dello stesso e in punta da un'altra fascia aderente di rosso; il palo sostenuto da due leoni affrontati di rosso; a due galli affrontati in punta al naturale (citato in (4) – Vol. III pag. 337) palo di azzurro su fascia troncata di azzurro e di rosso su argento - 2 leoni controrampanti il palo di rosso su argento - 2 galli al naturale affrontati in basso su argento (citato in LEOM) |
|        | Galliari (Andorno) Partito, al 1° d'azzurro, a due gigli d'oro, ordinati in palo, al 2° d'argento, a tre fasce contromerlate, di rosso (citato in (18)) |
|        | Gallicciano (Messina) Gallo (citato in DAlena) |
|        | Gallieri (Chieri) Titolo: consignori di Bressieux, Santena Palato cucito d'oro e d'argento, con il capo del secondo, carico di tre galli di nero, crestati di rosso, ordinati in fascia Motto: Espere de mieux (citato in (18)) |
|        | Gallina (Torino) di rosso, alla banda d'oro, accompagnata da due galline, al naturale, volanti (citato in (4) – Vol. III pag. 339) banda di oro su rosso accompagnata da - 2 galline al naturale starnazzanti poste in sbarra su rosso (citato in LEOM) |
|        | Gallina (Milano, Monferrato) Titolo: consignori di Camagna, Conzano, Cuccaro, Ozzano Fasciato d'azzurro e d'argento, con la prima fascia d'argento carica di un gallo, al naturale, con il capo d'oro, carico di un'aquila di nero alias Fasciato d'azzurro e d'oro, con la prima fascia d'oro carica di un gallo, al naturale, con il capo d'oro, carico di un'aquila di nero, coronata del campo Motto Espere de mieux (citato in DAlena e in (18)) |
|        | Gallina (Carmagnola) Bandato d'argento e d'azzurro, con il capo di argento, carico di due leoncini di rosso, affrontati, accompagnati, in capo e in punta, da due semprevivi di verde Motto: Et sic virtus (citato in (18)) |
|        | Gallina Troncato, al 1° d'argento (azzurro?), a due leoni d'oro, controrampanti, al 2° bandato d'argento e di rosso (citato in (18)) |
|        | Gallina (Torino) D'azzurro, al mezzo volo d'argento, sormontato da tre stelle d'oro Motto: Omne bonum desursum (citato in (18)) |
|        | Gallina (Asti) Troncato a scaglione d'azzurro e di rosso, con il decusse d'argento sulla partizione e sul secondo campo, il decusse accantonato, in capo, da un gallo al naturale, ardito, ai fianchi e in punta da tre stelle d'oro Motto: In tenebris operosus (citato in (18)) |
|        | Gallina (Marene, Torino) Titolo: conti Di rosso, alla banda d'oro, accompagnata da due galline, al naturale, soranti (citato in (18)) |
|        | Gallinati (Torino) Titolo: conti di Parpaglia D'oro, alla fascia d'azzurro, carica di una mela, fogliata di due pezzi, al naturale, la fascia accompagnata da tre stelle, di rosso alias Inquartato, al 1° e 4° d'argento, a tre stelle, di rosso, al 2° e 3° d'azzurro, a tre mele, d'oro, fogliate di verde Motto: Vigilanti instando - Vigilanti (citato in (18)) |
|        | Gallini o Gallina (Alba) D'azzurro, al decusse d'argento, accantonato, in capo da un gallo, ardito, ai fianchi, e in punta da tre stelle, il tutto d'oro (citato in (18)) |
|        | Gallini (Voghera) gallo al naturale su azzurro - stella (6 raggi) di oro su azzurro in alto (citato in LEOM) |
|        | Gallio (Como) (troncato: nel 1º d'argento, al leone illeopardito al naturale accostato da due rami fogliati di verde, incurvati e affrontati; nel 2º d'argento a tre bande di rosso ordinate in fascia; il tutto abbassato sotto il capo d'argento caricato di un'aquila di nero coronata d'oro) (Immagine nella Raccolta stemmi Trippini (JPG).) alias (troncato: nel 1º d'argento, al leone illeopardito al naturale accostato da due rami fogliati di verde, incurvati e affrontati; nel 2º d'argento a tre bande di rosso ordinate in fascia; il tutto abbassato sotto il capo d'oro caricato di un'aquila di nero coronata d'oro) troncato di argento al leone passante al naturale accostato da 2 fronde di pungitopo (rusca) di verde con le bacche di rosso - e di argento a 3 bande di rosso - capo d'Impero (citato in LEOM)                                         |
|        | Gallio (Alvito) (troncato: nel 1º d'argento, al leone illeopardito al naturale accostato da due rami fogliati di verde, incurvati e affrontati; nel 2º d'argento a tre bande di rosso ordinate in fascia; il tutto abbassato sotto il capo d'oro caricato di un'aquila di nero coronata d'oro) (presente nel Teatro Comunale della Città di Alvito) |
|        | Gallisai (Sardegna) (la blasonatura non è ancora caricata) |
|        | Gallisay (Bergamo, Nuoro, Sassari) Troncato: nel 1° di rosso a due galli d'argento combattenti sulla pianura verde; nel 2° d'azzurro a 3 pali d'oro (citato in DAlena) |
|        | Galliziano o Galiziano o Gallitiano (Como, Torino) Titolo: conti di Arache, Moransengo Inquartato, al 1º e 4º d'argento, al gallo di rosso, al 2º e 3º di verde, a tre gigli d'argento, ordinati in fascia alias D'argento, al gallo di rosso, con il capo di verde, carico di tre gigli d'argento, ordinati in fascia Motto: Aequis vigilantia (citato in (18)) |
|        | Gallizioli (Firenze) Troncato: nel 1º d'azzurro, al gallo ardito di nero, crestato e barbato di rosso, sostenuto dalla partizione; nel 2º d'oro, a tre bande di rosso alias Troncato: nel 1º d'azzurro, al gallo fermo di nero, crestato e barbato di rosso, sostenuto da un filetto di nero passato sulla partizione; nel 2º d'azzurro, a tre bande di rosso (citato in (15)) |
|        | Gallizzi (Cremona) Serpente (citato in DAlena) |
|        | Gallizzi (Cremona) d'argento al gallo di nero circondato da fiamme di rosso, e posato davanti ad un bastone di Esculapio d'oro, accollato di un serpente di verde; il tutto posto sopra un altare quadrato di verde caricato del motto: Saluti Pubblicae (citato in BLCR) Immagine in Blasonario Cremonese (archiviato dall'url originale il 5 marzo 2017). |

### Gallo
| Stemma | Casato e blasonatura |
| ------ | --- |
|        | Gallo (Osimo) d'oro al gallo al naturale passante con la cresta e i bargigli rossi (citato in (4) – Vol. III pag. 339) gallo passante al naturale crestato e barbato di rosso su oro (citato in LEOM) Cimiero: un drago di verde uscente Motto: Fraudis venena nescit |
|        | Gallo (Genova) di argento all'albero al naturale piantato sulla pianura erbosa, di verde attraversato al tronco da un gallo di nero (citato in (4) – Vol. III pag. 340) gallo di nero attraversante - il tronco di un albero al naturale su terrazzo di verde su argento (citato in LEOM) |
|        | Gallo (Genova) gallo al naturale passante su terrazzo di verde davanti albero al naturale su azzurro (citato in LEOM) |
|        | Gallo (Castrovillari, Napoli) Titolo: marchesi d'argento al gallo volto a sinistra, mirante una stella d'oro posta nel canton destro dello scudo e poggiato sulla vetta di un monte di tre cime, il tutto al naturale (citato in (4) – Vol. III pag. 341) D'argento al gallo volto a sinistra con una stella d'oro nel cantone poggiato su di un monte di tre cime tutto al naturale (citato in DAlena e in (19)) gallo rivolto al naturale posto sulla cima più alta di 3 monti al naturale uscenti dalla punta su argento mirante con la testa - una stella (5 raggi) di oro in alto a sinistra tutto su argento (citato in LEOM) |
|        | Gallo (Sicilia) Titolo: nobili; baroni di azzurro, al gallo al naturale posto sopra una torre rotonda, guardante il sole orizzontale a destra, la torre attaccata a due mura di fortezza, moventi dalla punta e dai fianchi dello scudo, caricate a sinistra da un leone rampante contro la torre, il tutto di oro (citato in (4) – Vol. III pag. 342, in (19), in Mango e in (25)) gallo al naturale su - torre rotonda affiancata da 2 mura uscenti dalla punta e dai lati affiancata a destra da - un leone rampante tutto di oro su azzurro - sole uscente dal canton sinistro del capo di oro su azzurro (citato in LEOM) alias d'azzurro, all'albero di cipresso al naturale, sinistrato da un gallo d'oro e sormontato da 3 stelle (6) dello stesso in fascia (citato in (4) – Vol. III pag. 342, in (19), in Mango e in (25)) albero cipresso sradicato di verde affiancato a destra da - un gallo di oro su azzurro - 3 stelle (6 raggi) di oro poste in fascia in alto su azzurro (citato in LEOM) Motto: Veni vici vidit et fugit Notizie storiche in Famiglie nobili di Sicilia. |
|        | Gallo (Tropea) Gallo (citato in DAlena) |
|        | Gallo (Tropea) (LA) (la blasonatura non è stata ancora caricata) (citato in BLCL) Notizie storiche in Tropea Magazine. |
|        | Gallo (Mondovì) Titolo: consignori di Battifollo, Scagnello D'argento, a tre galli di nero, con il capo d'azzurro, carico di un giglio d'oro (citato in (18) e in (27)) alias D'argento, a tre galli di rosso, con il capo d'azzurro, carico di un giglio d'oro (citato in (18)) Cimiero: un animale di tre specie, cioè con testa e collo di leone, lampassato di rosso, il petto di capra, ed il restante in forma di coda di serpente verdeggiante, tenente la zampa sinistra sopra l'elmo, e con la destra il breve con il motto Motto: Als recht |
|        | Gallo (Mondovì) D'oro, al gallo di nero, crestato di rosso, sostenuto da un monte di tre cime, pure di nero (citato in (18)) |
|        | Gallo (Ivrea) Di verde, al gallo d'argento, ombreggiato di rosso Motto: Vigilantia (citato in (18)) |
|        | Gallo (Torino) D'argento, all'olivo di verde, fruttato di rosso, con il capo di rosso, carico di tre stelle d'oro, 2, 1 alias D'argento, all'olivo di verde, fruttato di rosso, accompagnato da tre stelle d'oro motto: Servat vigilantia (citato in (18)) |
|        | Gallo (Casalborgone) D'oro, al monte di verde, sostenente un gallo, al naturale, sormontato da tre stelle d'azzurro (citato in (18)) |
|        | Gallo (Torino) D'azzurro, al gallo ardito, d'oro, sostenuto da un monte d'argento e sormontato da due stelle d'oro (citato in (18)) |
|        | Gallo (Benevagienna) D'argento, al gallo al naturale, ardito (citato in (18)) |
|        | Gallo (Sicilia) d'azzurro, con l'albero di cipresso al naturale, sinistrato da un gallo d'oro e sormontato da tre stelle dello stesso (citato in (25)) Notizie storiche in Famiglie nobili di Sicilia. |
|        | Gallois de Naives (Cortona) Partito di nero e d'argento, all'anello caricato di quattro rose, il tutto dell'uno all'altro; con il capo di rosso, caricato della croce d'argento (citato in (15)) |
|        | Gallone (Roma, Tricase, Lecce) Titolo: principe di Tricase, di Moliterno, col predicato di Caprarica, Tutino, Depressa, Principiano, Nociglia, Bernalda, Lufiano Supersano, Belvedere, Piperno e San Chirico Raparo d'oro al gallo al naturale su d'un monte di verde movente dalla punta, col capo d'azzurro caricato da una cometa d'oro posta in fascia (citato in (4) – Vol. III pag. 342 e in (19)) gallo al naturale su monte al naturale di verde uscente dalla punta su oro - cometa posta in fascia di oro coda a destra su azzurro in capo (citato in LEOM) |
|        | Gallone (Roma, Tricase) gallo al naturale su monte a 3 cime di verde uscente dalla punta su argento - cometa in sbarra di oro su capo di azzurro inclinato in sbarra (citato in LEOM) |
|        | Gallone (Palazzolo, Casale Monferrato, Torino) Titolo: nobili d'azzurro alla colonna d'argento sostenente un gallo pure di argento, crestato di rosso e appoggiata in punta allo scudo sopra una testa d'angelo di carnagione alata d'oro. In capo tre stelle d'oro ordinate in fascia (citato in (4) – Vol. III pag. 343 e in (18)) colonna di argento cimata da - gallo dello stesso e appoggiata in punta sulla - testa di un cherubino di carnagione con le ali di oro su azzurro - 3 stelle (5 raggi) di oro poste in fascia in alto su azzurro (citato in LEOM) Motto: In Deo fides |
|        | Gallone (Palazzolo, Casale) Titolo: conti di Montemagno; consignori di Cellamonte, Villanova Monferrato D'argento, alla banda d'azzurro, sostenente un gallo, dello stesso (citato in (18)) alias D'azzurro, alla colonna d'argento, sostenente un gallo, dello stesso, crestato di rosso, accompagnata in capo da tre stelle, d'oro, ordinate in fascia, e appoggiata in punta sopra una testa d'angelo, di carnagione, alata d'oro (citato in (18)) |
|        | Gallotti (Napoli) Titolo: nobili; barone inquartato: nel 1º d'azzurro a sei gigli d'oro disposti 3, 2, 1; nel 2º d'azzurro alla fenice al naturale sulla sua immortalità uscente dalla partizione e fissante un sole d'oro uscente dal canton destro del capo; nel 3º di rosso al leone al naturale; nel 4º d'argento alla fascia d'azzurro caricata da tre stelle di oro ed accompagnata in capo da un lambello a tre pendenti di rosso (citato in (4) – Vol. III pag. 343 e in (19)) 6 gigli di oro posti in piramide rovesciata su azzurro - fenice al naturale sulla sua immortalità di rosso uscente dalla partizione mirante - sole di oro posto nel canton sinistro del capo tutto su azzurro - leone rampante al naturale su rosso - 3 stelle (6 raggi) di oro su fascia di azzurro su argento - lambello (3gocce) di rosso in alto su argento (citato in LEOM) alias inquartato, nel 1°d'azzurro a sei gigli d'oro disposti 3, 2 e 1; nel 2° d'azzurro alla fenice d'argento sulla sua immortalità, fissante un sole d'oro uscente nel cantone destro del capo; nel 3° di rosso al leone tenente tra le branche un ramo, il tutto al naturale; nel 4° d'argento alla fascia d'azzurro caricata da tre stelle d'oro, accompagnata in capo da un lambello rosso a tre pendenti (citato in (24)) Notizie storiche in Nobili napoletani. |

### Gallu
| Stemma | Casato e blasonatura |
| ------ | --- |
|        | Gallucci Arrighi (Siena) Inquartato: nel 1º e 4º losangato d'argento e d'azzurro; nel 2º e 3º di rosso pieno (citato in (15)) |
|        | Galluccio (Molise, Napoli) Titolo: barone di Galluccio; marchese di Apice; duca di Tora D'argento al gallo fermo di rosso, accompagnato al secondo cantone da una torta d'azzurro caricata di una stella d'oro (citato in DAlena) D'argento al gallo di rosso; e nel canton sinistro del capo una torta d'azzurro, caricata di una stella d'oro a cinque raggi (citato in (24)) alias d'argento al gallo fermo di rosso, accompagnato nel cantone sinistro da una torta d'azzurro caricata da una stella (6) d'oro (citato in (24)) gallo passante di rosso su argento - stella (6 raggi) di oro su rotella di azzurro posta in alto a destra su argento (citato in LEOM) Motto: Sine fine Notizie storiche in Nobili napoletani. |
|        | Galluppi (Messina, Tropea, Napoli, Cirella) Titolo: barone di Cirella, Altavilla, Joppolo, Coccorino; patrizio di Tropea d'azzurro, allo scaglione d'oro, accompagnato da tre stelle dello stesso (citato in(4) - Vol. III pag. 344, in (5) - pag. 134, in (19) e in Mango) d'azzurro, con un capriolo d'oro, accompagnato da tre stelle dello stesso (citato in (25)) scaglione di oro accompagnato da - 3 stelle (5 raggi) poste 2,1 dello stesso su azzurro (citato in LEOM) Cimiero: testa e collo di cavallo morello al naturale Corona di barone Lo scudo accollato da trofeo militare Notizie storiche in Famiglie nobili di Sicilia.                                                                                      |
|        | Galluppi (Tropea) d'azzurro allo scaglione d'oro accompagnato da tre stelle (8 ?) dello stesso, due in capo e una in punta (citato in BLCL) d'azzurro al capriolo d'oro, accompagnato da tre stelle dello stesso (citato in BLCL) Immagine e notizie storiche in Tropea Magazine. |
|        | Galluppi (Tropea) (LA) campum ceruleum fasciam in modum quatrantis et tres stellas aureas repartitas (citato in BLCL) Immagine e notizie storiche in Tropea Magazine. |
|        | Galluppi (Messina, Castroreale) Titolo: barone di Pancaldo; nobile patrizio di Tropea di azzurro, allo scaglione, accompagnato da tre stelle, il tutto d'oro (citato in (4) – Vol. III pag. 344, in (19) e in (25)) scaglione di oro accompagnato da - 3 stelle (5 raggi) poste 2,1 dello stesso su azzurro (citato in LEOM) Cimiero: testa e collo di cavallo morello al naturale Notizie storiche in Famiglie nobili di Sicilia. |
|        | Galluzzi (Firenze) D'azzurro, al gallo d'oro, accompagnato nel cantone destro del capo da uno scudetto del campo, talvolta bordato e coronato d'oro, caricato di un giglio pure d'oro (citato in (15)) |
|        | Galluzzi (Firenze) Troncato: nel 1º d'oro pieno; nel 2º d'azzurro, a due fasce ondate d'argento (citato in (15)) |
|        | Galluzzi (Volterra, Firenze) D'azzurro, al gallo al naturale, fermo sul terreno dello stesso, e addestrato da un giglio di rosso; il tutto abbassato sotto il capo cucito seminato d'Angiò (citato in (15)) |
|        | Galluzzi (Bologna) Gallo (citato in DAlena) |
|        | Galluzzi o Galuzzi (Milano, Acqui) D'azzurro, a tre monti d'oro, quello di mezzo sostenente un gallo, i laterali un fiore nutrito sulla vetta, il tutto al naturale; con il capo d'oro, carico di un'aquila coronata, di nero (citato in (18)) |
|        | Galluzzi (Toscana) (DE) In Blau 1 schreitender goldener Hahn, im rechten Obereck begleitet von 1 goldbordierten und mit 1 goldenen Lilie belegten silbernen Schild (citato in (28)) |
|        | Galluzzi da Pomino (Firenze) Di..., al gallo fermo di... (citato in (15)) |

### Galp
| Stemma | Casato e blasonatura |
| ------ | --- |
|        | Galperti (Chivasso) Titolo: conti della Valle Troncato, al 1° d'oro, al gallo di rosso, ombreggiato di verde, ardito; al 2° d'argento al castello di rosso (citato in (18)) |

### Galu
| Stemma | Casato e blasonatura |
| ------ | --- |
|        | Galudio (Clibbio) d'azzurro al gallo d'oro su un terrazzato (citato in Piovanelli) |
|        | Galussio (Torino) Di rosso, a due bordoni, decussati, accompagnati in capo da tre stelle, in punta da un gallo, il tutto d'oro, con il capo del secondo, carico di un'aquila coronata, di nero Motto: Tempora distinguo (citato in (18)) |

### Galv
| Stemma | Casato e blasonatura |
| ------ | --- |
|        | Galvagna (Oderzo (Treviso), Firenze) Titoli: Nobile, Barone dell'I. A. inquartato d'argento e d'azzurro, e sul tutto: di rosso alle gemelle d'oro, poste in fascia, racchiudenti tre bisanti d'argento, sostenenti un'aquila di nero, cucita, coronata di oro, accompagnate in punta da un mastio di fortezza al naturale; lo scudetto con la bordura d'oro (citato in (4) – Vol. III pag. 345) gemella di oro in fascia su scudetto di rosso bordato di oro racchiudente 3 palle di argento poste in fascia su rosso - aquila di nero coronata di oro in alto su rosso - castello (2 torri) al naturale su rosso in basso l'intero scudetto su inquartato di argento e di azzurro (citato in LEOM) Cimiero: l'aquila dello scudetto, posta tra due proboscidi di rosso, racchiudenti un bisante d'oro entro le gemelle in fascia, d'oro Sostegni: due cani da caccia d'argento, ritti, affrontati, abbaiati, collarinati d'azzurro, guerniti d'oro |
|        | Galvagni (Livorno) d'azzurro al gallo al naturale crestato di rosso, sormontato da uno scaglione scaccato di nero e d'argento di due file (citato in (4) – Vol. III pag. 345) gallo passante al naturale crestato di rosso sormontato da - uno scaglione scaccato (2file) di nero e di argento su azzurro (citato in LEOM) |
|        | Galvagni o Galvagno (Bistagno) troncato: al 1º d'azzurro al leone d'oro, nascente; al 2º partito: a) di oro; b) palato d'azzurro e d'oro (citato in (4) – Vol. III pag. 346) leone rampante nascente dalla troncatura di oro su azzurro - oro pieno - palato di azzurro e di oro (citato in LEOM) alias troncato: al 1º d'azzurro al leone d'oro, nascente; al 2º d'oro e d'azzurro (citato in (4) – Vol. III pag. 346) |
|        | Galvagni o Galvagno (Bistagno) partito di oro e di azzurro (citato in LEOM) |
|        | Galvagni (San Miniato) D'azzurro, allo scaglione alzato, scaccato di due file di nero e d'argento, accompagnato in punta da un gallo fermo al naturale (citato in (15)) |
|        | Galvagni (Isera) fascia di rosso su troncato di azzurro e di verde - busto di uomo calvo in maestà vestito di argento con cravatta di rosso nascente dalla troncatura accompagnato in alto a sinistra da un sole di oro sull'azzurro - 3 pali di rosso sul verde (citato in LEOM) |
|        | Galvagno o Galvagni (San Salvatore Monferrato, Casale) Titolo: conti di Quarti Troncato, d'azzurro al leone d'oro, nascente dalla partizione, e tagliato d'oro e d'azzurro (citato in (18)) |
|        | Galvagno o Galvagni (Mantova, Bubbio, Acqui, Bistagno) Titolo: conti di Cassinasco; signori di Bubbio Troncato, al 1° d'azzurro, al leone d'oro, nascente dalla partizione, al 2° partito, d'oro e palato d'azzurro e d'oro alias Troncato, al 1° d'argento, al leone di rosso, nascente dalla partizione, al 2° partito d'oro e d'azzurro alias Partito d'oro e d'azzurro (citato in (18)) |
|        | Galvagno (Sicilia) d'azzurro, con un leone d'oro (citato in (25)) Notizie storiche in Famiglie nobili di Sicilia. |
|        | Galvani (Bologna) d'azzurro alla fascia di rosso, cucita, accompagnata in capo da tre gigli d'oro, ordinati in fascia ed in punta da un gallo al naturale, ardito, posato sopra un monte a tre cime di verde all'italiana cucito (citato in (4) – Vol. III pag. 346) fascia di rosso su azzurro - 3 gigli di oro posti in fascia in alto su azzurro - gallo al naturale sul secondo di 3 monti ristretti di verde uscenti dalla punta su azzurro (citato in LEOM) Cimiero: il gallo del campo Motto: Sveglio Sveglia |
|        | Galvani (Cesena) (la blasonatura non è stata ancora caricata) (citato in BLCW) Immagine in Blasone Cesenate. |
|        | Galzarano (Tropea) in campo verde al leone d'oro con manipolo di spighe dello stesso nella zampa (citato in BLCL) Immagine in Tropea Magazine. |

### Galz
| Stemma | Casato e blasonatura |
| ------ | --- |
|        | Galzarano (Tropea) (LA) campum viridem in medio Leonem rampantem aureum manipulum spicarum manibus tenentem (citato in BLCL) Notizie storiche in Tropea Magazine. |